# 2012年のラジオ (日本)
2012年のラジオ (日本)では、2012年の日本のラジオ番組、その他ラジオ界の動向について記す。

## 主な番組関連の出来事

### 2月
- 1日 - ニッポン放送はこの日、同局をはじめ全国民放10局で2011年12月24日から25日にかけて放送された『第37回ラジオ・チャリティー・ミュージックソン』の最終募金総額が64,530,746円に達した事を発表[1]。
- 20日〜26日 - ニッポン放送がこの週に実施するスペシャルウィークにおいて、シンガーソングライターの松任谷由実が同局特別編成局長を担当。同局開局以来初めて、著名人が特別編成局長を務め、松任谷は期間中各番組に生出演した[2]。
- 26日〜 - 文化放送『地井武男の音楽旅行』は、パーソナリティの地井武男（俳優）が心臓疾患による体調不良で休養のため降板、3月以降は布施博（俳優）らが月替わりでピンチヒッターを担当[3][4][注 1]。

### 3月
- 文化放送で放送されていた番組『川中美幸 人・うた・心』が、27年半にわたる帯番組を終了。4月からは日曜早朝に移動。
- 11日 - 東日本大震災から1周年のこの日を中心に、各局で震災関連特別番組を編成。
- 18日 - 全国民放FM各局による毎年恒例の『MEET THE MUSIC』を開催、民放FM52局で生放送（19:00 - 20:00）。2012年は福山雅治とのコラボレーションにより、東日本大震災からの復興の意を込め被災地である宮城県にてライブを開催、現地から生中継[5]。
- 30日
  - TBSラジオ
    - 午後枠番組『小島慶子 キラ☆キラ』が終了[6]。3年の放送に幕。
    - 長寿電話相談番組『ズバリ快答!テレフォン身の上相談』も終了。42年の歴史に幕。
    - 情報番組『日本列島ほっと通信』も18年半の歴史に幕。

### 4月
- 2日
  - NHKラジオ第1で平日朝枠生番組『すっぴん!』放送開始（8:00-11:50、 - 2020年3月）。なお、第1回放送は国会中継のため短縮版で放送。
  - TOKYO FM平日朝の『Blue Ocean』の新パーソナリティとして、フリーアナウンサーの住吉美紀（元NHKアナウンサー）がこの日から出演[7]。
  - TBSラジオで午後枠ワイド番組『たまむすび』が開始（ - 2023年3月）、月 - 木曜のパーソナリティはフリーアナウンサーの赤江珠緒（元朝日放送アナウンサー）[8]。
  - ニッポン放送系『オールナイトニッポン』が14年ぶりに第2部（27:00 - 29:00）を再開、新番組『オールナイトニッポン0(zero)』をこの日から開始[9]。

### 6月
- 4日 - 「第49回ギャラクシー賞」（放送批評懇談会主催）の贈賞式が東京都内で行われ、ラジオ部門ではラジオドラマ『鉄になる日』（MBSラジオ、2011年11月21日放送）が大賞を受賞。また「優秀賞」は『久米宏 ラジオなんですけど』（TBSラジオ、2011年6月18日放送）等3本、「DJ・パーソナリティ賞」はニッポン放送アナウンサーの吉田尚記がそれぞれ受賞した[10][11]。
- 16日
  - ニッポン放送『徳光和夫 とくモリ!歌謡サタデー』、この日の放送は通常パーソナリティを務める徳光和夫（フリーアナウンサー）に代わり、元朝日放送アナウンサーの宮根誠司（同）がピンチヒッターを担当した[12]。
  - NHK-FMの不定期特別番組『今日は一日♪○○三昧』で、この日『今日は一日♪“アニソン”三昧』シリーズ第5弾『今日は一日“アニソン”三昧Z』を放送（9:00-25:00。司会:水木一郎、緒方恵美、藤崎弘士）。

### 7月
- 8日 - NHK-FM『今日は一日♪○○三昧』で、この日、AKB48とその派生ユニットを特集する『今日は一日♪“AKB48”三昧 IN 東京ビッグサイト』と題した特番を、東京ビッグサイトで行われるAKB48大握手会の会場からの生中継で放送（12:15-21:00。司会:青井実、バッドボーイズ）[13]。
- 13日 - TOKYO FMでこの日、しゃべる車「プチェコ君」（ベース車両はホンダ・フィットハイブリッド）が世界で初めて、ラジオパーソナリティとして出演する事が発表された。平日朝帯の『Honda Smile Mission』に出演[14]。
- 14日・21日 - 落語家でタレントの桂三枝の「六代 桂文枝」襲名を記念し、MBSラジオで記念特別番組を2週連続で放送[15]。

### 8月
- 11日 - 文化放送『菊池桃子のライオンミュージックサタデー』が東京スカイツリータウンにある「TOKYO SKYTREE TOWN® STUDIO」から同番組初の公開生放送[16]。
- 18日 - NHKラジオ第1で毎年夏恒例の『第44回思い出のメロディー』を放送（8月11日、東京・NHKホールにて公開収録）、司会は四代目市川猿之助（歌舞伎俳優）と黒崎めぐみ（CKアナウンサー）が担当。なお例年なら生放送だが、この年はロンドン五輪の関係で録音放送となった（総合テレビと同時放送）。
- 27日〜9月1日 - ニッポン放送『オールナイトニッポン』が放送開始45周年を記念し、1週間に亘り「オールナイトニッポン45周年お笑いオールスターウィーク」と題し、同番組に出演中のナインティナイン（木曜）、オードリー（土曜）、Hi-Hi（木曜0）に加え、千原ジュニア、ハライチ（月曜）、サンドウィッチマン、ラブレターズ（火曜）、バカリズム、鬼ヶ島（水曜）、ハリセンボン、アルコ&ピース（金曜）、COWCOW（土曜0）、と総勢12組のお笑い芸人が出演した[17]。
- 29日 - FM802とFM COCOLOで初の2局同時生放送。ラジオDJのMARK'Eの還暦を祝うライブイベント『MARK’E Rolling 60 -It’s great to be alive!-』の生中継であった。

### 9月
- 24日 - TBSラジオ『小沢昭一の小沢昭一的こころ』のパーソナリティ小沢昭一が体調不良のために入院、番組出演を当面見合わせる事がこの日わかった。同番組は28日まで1週間、過去放送分を再放送した[18]（小沢は12月10日に死去）。
- 28日 - MBSラジオ『RadioNews たね蒔きジャーナル』がこの日の放送をもって終了、3年の歴史に幕[19]。
- 30日 - 文化放送で1997年4月から放送開始し、地井武男（俳優、6月29日没）がパーソナリティを務めていた『音楽旅行』がこの日の放送を最後に終了、15年半の歴史に幕[20]。

### 10月
- 2日 - MBSラジオ、平日夕方の新ワイド番組『with…夜はラジオと決めてます』放送開始[19][21]。
- 21日 - TBSラジオでこの日、深夜24:00放送の『林原めぐみのTokyo Boogie Night』内において、冒頭約40秒に『今晩は 吉永小百合です』（22:30放送）の音声が流れる放送事故が発生した[22]。

### 11月
- 5日 - 心肺疾患のため休養中だった高田文夫が、パーソナリティを務めているニッポン放送『高田文夫のラジオビバリー昼ズ』にこの日の放送より復帰。今後は月曜と金曜のみ出演[23]。

### 12月
- 1日 - NHK-FM『今日は一日♪○○三昧』で、この日、7月1日の東京ビッグサイトからの放送に続く第2弾として、『今日は一日♪“AKB48”三昧 IN 幕張メッセ』と題した特番を、千葉・幕張メッセで行われるAKB48グループの大握手会の会場からの生中継で放送（12:15-18:00。司会:青井実）[24]。
- 10日 - TBSラジオ『小沢昭一の小沢昭一的こころ』のパーソナリティを長年務めていた小沢昭一がこの日未明死去（83歳没）[25]。なお同番組は14日放送を以て終了。地方局の一部では小沢死去後に追悼放送を28日まで行っていた。40年の歴史に幕。
- 16日 - 第46回衆議院議員総選挙および東京都知事選挙の投開票がこの日行われ、各局で選挙特別番組を編成。
- 24日 - ニッポン放送で毎年恒例の『第38回ラジオ・チャリティー・ミュージックソン』（12:00-翌日12:00）を放送。38回目となる本年は大竹しのぶ（女優）がパーソナリティを務める[26]。
- 30日 - NHK-FM放送で1971年4月11日から放送されていた長寿クラシック音楽番組『名曲のたのしみ』がこの日をもって終了。41年9ヶ月の歴史に幕。
- 31日 - 第63回NHK紅白歌合戦放送（NHKラジオ第1、19:15-23:45）。

## 主なその他ラジオ関連の出来事

### 1月
- 16日 - ニッポン放送『オールナイトニッポン0(ZERO)』担当パーソナリティのオーディション開始（2月5日募集締め切り→選考→決定）。[9]。

### 2月
- 5日 - 文化放送が地上波でのステレオ放送を終了[27]。
- 11日 - 朝日放送（ABC）がバレンタインデーを前に、ほたるまちでイベント『ABCラジオ×ほたるまち Valentine's Day SPECIAL ほたるまちラヂオ』を開催[28]。

### 3月
- 5日 - ニッポン放送が、コンピューター関連のコンサルティング会社アドリブとの共同出資で、新会社「トーンコネクト」を設立。スマートフォン用アプリの普及を目指す[29]。
- 29日 - 朝日放送がこの日の取締役会で、同局保有のコンサートホール、ザ・シンフォニーホールを学校法人滋慶学園の関連企業、滋慶に譲渡することを決定[30]。
- 31日
  - 日本民間放送連盟（以下、民放連と記す）会長広瀬道貞（テレビ朝日顧問）が任期満了。後任会長として井上弘（東京放送ホールディングス（TBSHD）会長）が4月1日付で就任。
  - 放送大学CSラジオの放送終了。4月より衛星メディアはBSに一本化された。

### 4月
- 1日 - FM802が、関西インターメディア（FM COCOLO）の運営事業を引き継ぎ、FM802は2つの放送波を保有する。
- 2日 - 放送大学がIPサイマルラジオradikoでの配信を開始[31]。
- 23日 - NHK東京FM放送とJ-WAVEが送信所を東京タワーから東京スカイツリーに移転[32][33]。
- 27日 - 九州朝日放送（KBC）が、北九州ラジオ放送所に太陽光パネルを設置し、太陽光発電事業に進出することを決定[34]。
- 28日 - 元毎日放送アナウンサーの小池清が肺炎のため死去（80歳没）。

### 5月
- 14日 - 東海ラジオがAMステレオ放送を終了[35]。
- 22日
  - ジェー・プラネットが、東京スカイツリータウンに多目的型スタジオ「TOKYO SKYTREE TOWN ® STUDIO」を開設[36]。
  - NHK-FM放送の長寿クラシック番組『名曲のたのしみ』に長年パーソナリティとして出演していた音楽評論家の吉田秀和が死去（98歳没）。
- 24日 - NHK経営委員会経営委員長の數土文夫（JFEホールディングス相談役）が、東京電力から就任要請を受けていた社外取締役の兼務問題で、同社社外取締役への就任を受諾、NHKの経営委員並びに委員長職辞任を表明。
- 25日 - MBSラジオ『おはよう川村龍一です』等で活躍したパーソナリティの川村龍一が死去（68歳没）。

### 6月
- 2日 - 大阪・ほたるまちにてABCのイベント「ABCラジオ×ほたるまちSPECIAL ほたるまちラヂオ」開催[37]。
- 6日 - 【訃報】三笠宮崇仁親王の第一男子として出生し、皇族として数々の社会的活動を展開、1975年10月28日未明にはニッポン放送『オールナイトニッポン』にて皇族として史上初のラジオパーソナリティーを務めたことでも知られた三笠宮寬仁親王がこの日、佐々木研究所附属杏雲堂病院において多臓器不全のために薨去した（66歳没）[38]。
- 20日 - テレビ東京ホールディングスが、エフエムインターウェーブ（InterFM）の株式の90%を木下工務店子会社のキノシタ・マネージメントに譲渡[39][40]。
- 26日 - 【訃報】元ニッポン放送アナウンサーの塚越孝が死去（56歳没）。

### 7月
- 1日 - ラジオ大阪の松本雅子、和田麻実子、小川真由のアナウンサー3人からなるユニット「弁天R.シスターズ」がシングル「魔法のカガミ」でCDデビュー[41]。
- 31日 - 文化放送が2011年に続きJA全農と共催で、東日本大震災復興支援キャンペーンとして、浜松町・文化放送メディアプラスにて「文化放送 夕方市」をこの日16時から19時まで開催（9月25日まで3回、毎月最終火曜日に実施）[42]。

### 8月
- 31日 - 電通が5年おきに物故したマスコミ関係者を表彰する「マスコミ功労者顕彰」を発表、放送功労者部門で元毎日放送社長・会長斎藤守慶（2008年没）、元民放連会長氏家齊一郎（2011年没）ら4名が選出された。本来なら前年に執り行う予定だったが、東日本大震災の影響を鑑みて延期されていたため、1年多く6年間の間に物故した人を表彰する形として行われた[43]。

### 9月
- 11日 - NHK経営委員会はこの日の会合にて、數土文夫の後任として委員長代行を務めていた浜田健一郎（ANA総合研究所所長）を正式に委員長に選出。なお、浜田は自身のNHK経営委員会委員としての任期が切れる2013年6月まで委員長を務める[44]
- 14日 - InterFMは、同局『BARAKAN BEAT』のパーソナリティを務めているピーター・バラカン（音楽評論家）が執行役員に就任したことを発表[45]。
- 20日 - 2012年度日本民間放送連盟賞が発表され、ラジオ番組では報道部門：北海道放送『凍えた部屋〜姉妹の"孤立死"が問うもの〜』、教養部門：中国放送『核と向き合う〜ヒロシマからフクシマ〜』、エンターテイメント部門：琉球放送『RBCiラジオスペシャル 復帰40周年特別番組・ラジオドラマ「40才のタンカーユーエー」』がそれぞれ最優秀賞を受賞した[46][47]。

### 10月
- 1日 - アール・エフ・ラジオ日本がJ-POPの自局推薦曲のヘビーローテーション「ラジオ日本パワーチューン」を開始[48]。
- 6日〜28日 - 毎日放送が大阪・茶屋町のMBS本社にてイベント「MBS茶屋町カンカン!」を開催[49]。

### 11月
- 11月6日 - 第8回日本放送文化大賞（民放連主催）入選作が発表され、熊本放送『ゆりかご5年の記録〜命と倫理の間で〜』（5月28日放送）がラジオ部門グランプリに輝いた[50]。

## 商号変更
- 4月1日 - 関西インターメディア→FM COCOLO

## 節目

### 番組周年
- 4月 - 地井武男の音楽旅行（文化放送）番組開始15周年
- 10月 - オールナイトニッポン（ニッポン放送 / NRN36局）番組開始45周年[51]

### 記念回
- 3000回 - FMトワイライト（4月5日、NHK名古屋FM）[52]
- 1500回 - ウイークエンドバラエティ 日高晤郎ショー（2月11日、STVラジオ）
- 800回 - Look Back Goodies（7月21日、FMS）
- 300回 - きらめき歌謡ライブ（2月8日、NHKラジオ第1）
- 100回
  - 3月3日 - KIRIN BEER "Good Luck" LIVE（TOKYO FM）
  - 5月3日 - 今日は一日○○三昧（NHK-FM）
  - 5月25日 - 柳家喬太郎のキンキラ金曜日（TOKYO FM）

### 開局周年
この年は、1952年に開局した民放局のほとんどが60周年の節目を迎える。
2月
- 1日 - JOEU-FM開局30周年

3月
- 10日 - 北海道放送開局60周年
- 20日 - NHK北九州ラジオ第2放送（JOSB）放送開始65周年
- 25日 - 信越放送開局60周年
- 31日 - 文化放送開局60周年

4月
- 1日 - ラジオ関西開局60周年・FM徳島、Hi-Six、FMS開局20周年

5月
- 1日 - 東北放送開局60周年
- 10日 - 北陸放送開局60周年

7月
- 1日 - 北日本放送、四国放送開局60周年
- 20日 - 福井放送開局60周年

8月
- 21日 - NHK金沢放送局ラジオ第2放送開始65周年。

9月
- 15日 - AIR-G'開局30周年

10月
- 1日 - 中国放送開局60周年・fm nagasaki開局30周年・μFM開局20周年

11月
- 1日 - 静岡放送開局60周年

12月
- 1日 - Date FM開局30周年
- 5日 - HFM開局30周年
- 15日 - STVラジオ開局50周年
- 24日 - 新潟放送開局60周年・岐阜放送ラジオ開局50周年

## 特別番組

### 1月放送
- 1日
  - 新春スーパーワイド 堀江政生のたつ年ワッショイ!（ABCラジオ、9:45）[53]
  - 本土復帰40年沖縄の歌と心(仮)（NHK-FM、11:00）[54]
  - 新春よこはま新曲巡り（アール・エフ・ラジオ日本、14:00。DJ:みなみあい）
  - STVラジオ開局50周年おめでとうスペシャル!(STVラジオ、15:00。DJ:安達祐子)
  - 山本かよこの新春トーク（アール・エフ・ラジオ日本、16:00）
  - 新春・オトナマナー（TBSラジオ、18:30。DJ:棚橋麻衣）[55]
  - 柳ジョージ〜TRIBUTE SPECIAL〜FOR YOUR LOVE（FM Yokohama、20:00。DJ:光邦、ケイコ・リー）[56]
  - 新春・東映 映画スタースペシャル!（ABCラジオ、20:00。DJ:三代澤康司 / 出演:役所広司、原田美枝子、オダギリジョー、渡辺謙）[53]
  - 坂本龍一ニューイヤー・スペシャル（NHK-FM、22:00）[54]
  - 小山田圭吾 中目黒ラジオ（NHK-FM、24:00）[54]
  - スーパー・ポップ・リクエストバトル〜Jポップ × Kポップ〜（ニッポン放送、27:00。出演:垣花正・ホリ・大沢あかね）[57]
  - 星野仙一の熱血・仙一夜〜2012新春スペシャル〜（MBSラジオ、13:00。出演:星野仙一、唐渡吉則、上泉雄一 他）
- 2日
  - AIR-G'30周年記念 Meet The Music Station〜未来に残したい30年分のMUSIC〜（AIR-G'、7:30。DJ:横内則子、高山秀毅）
  - 美女ANトリオのお年玉獲得大作戦（HBCラジオ、14:00。出演:堰八紗也佳、高橋友理、室谷香菜子） [58]
  - ジミメン!デラックス2012（NHKラジオ第1、19:20。出演:風間俊介）[59]
  - おめでとう道上洋三です（ABCラジオ、20:00）[53]
- 3日
  - ニッポン放送新春スポーツスペシャル・飛躍へのメッセージ（ニッポン放送、12:00。出演:箱崎みどり、丸山桂里奈、大野忍）[57]
  - 新春特別番組 2012・世界が変わるニッポンはどうする!?（ニッポン放送、13:00。出演:安倍晋三、櫻井よしこ、岡本行夫）[57][60]
  - 福本・楠の正月から一杯やりましょ!（ABCラジオ、17:25。出演:湯舟敏郎）[53]
  - 兼ちゃん掛ちゃんのお年玉大作戦!!(RCCラジオ、17:47。出演:兼森一将、掛本智子)[61]
  - 彼女の流儀（HBCラジオ、19:00。出演：ももいろクローバーZ他。DJ:中野智樹）[58]
- 8日
  - 本土復帰40年 沖縄の歌と心（NHKラジオ第1、19:20。司会進行:高見知佳・白鳥哲也、ゲスト:照屋林賢）
  - JaaBourBonz の沖縄 でーじ楽シーサー!（ニッポン放送、20:30[注 2]）
- 9日
  - クラレ"ランドセルは海を越えて"Presents 大人キックオフ宣言（TOKYO FM、11:30。出演:平原綾香ほか。DJ:中西哲生、高橋万里恵）
  - ニッポン放送 ホリデースペシャル コトブキツカサの映画ゴー!ゴー!（ニッポン放送、13:00。A:新保友映）
  - NEC presents ACROSS the UNIVERSE（TOKYO FM、14:00。DJ:渡辺謙、ナビゲーター:齊藤美絵）[62]
  - 被災地ボランティアがしたい!（NHKラジオ第1、18:07。司会:有江活子）
  - オグラジオ〜僕たちの青春〜（NHKラジオ第1、19:20。出演:小倉久寛、夏木マリ、タケカワユキヒデ）[59]
  - 新成人よ大志を抱け（NHKラジオ第1、20:15。出演:青井実、有村昆、おかもとまり）
- 22日 - 森田健作のミュージックナビゲーション（ニッポン放送、20:30[注 2]。A:小口絵理子、G:渡辺正行）

### 2月放送
- 20日
  - あの頃ベスト10 アイドル編（文化放送、4:00。DJ:伊藤佳子、井坂綾）
  - 水谷加奈的あの頃ベスト10（文化放送、19:00[注 3]）
- 26日
  - アットホーム presents SPACE NEWS 761(InterFM、14:30。DJ:大江麻理子 / 出演:阪本成一、平原綾香[63])
  - 春よ来い!元気をリリース 松任谷由実ミュージックアルバム 〜メールで始まる物語〜（ニッポン放送、19:30[注 4][64][注 2]。ナレーター:貫地谷しほり）

### 3月放送
- 3日 - あずましーな沖縄・めんそーれ青森 北と南でラジオ合戦!（青森放送、ラジオ沖縄、12:00。出演:アイモコ、田村啓美、当銘由亮、伊波紗友里、成田洋明、青山良平、伊禮里美）[65][66]
- 4日
  - 選択の春 〜福島原発事故から1年〜（NHKラジオ第1、16:05。出演:出山知樹、広瀬弘忠、田部井淳子、木村真三、他）
  - 第20回 ゆかる日 まさる日 さんしんの日（RBCiラジオ、11:45〔第1部〕、14:45〔第2部〕、17:50〔第3部〕。出演:上原直彦、他））
- 9日
  - 特別番組 みんなのラジオ（エフエム岩手、9:00〔第1部〕、11:30〔第2部〕、13:00〔第3部〕）
  - 復興の息吹 三陸きぼう海岸（エフエム岩手、14:45）
  - サンドウィッチマンのしゃべろうぜ! 〜被災地の声を全国へ〜（NHKラジオ第1、20:05）
  - Bright☆A “藤巻亮太”（Date fm、21:00。出演:藤巻亮太、井上崇）
- 10日
  - 青森VS山口 とことんスペシャル〜ラジオ版（青森放送、KRY山口放送、11:30）
  - 二畳半レコード オン ラジオ（ふくしまFM、12:00。出演:藤井敬之（音速ライン）、DJマサト他）
  - 東日本大震災復興特別番組 希望の足音（東北放送、18:00。出演:藤沢智子、重松清、水越かおる (IBC)、長田洋子、大和田新 (RFC)、青山英次 (RAB)、八木志芳 (RFC)、田中里実 (IBS)、他）
  - 3.11 ふくしま復興への誓い（ふくしまFM、18:00。出演:岡本真夜、武田真紀）
- 11日
  - HUMANBAND on Route3.11（FMふくしま(JFN)、5:00。出演:中村哲郎）
  - 3.11東日本大震災復興特別編成番組 心つないで、心ひとつに。「ふくしまと共に〜再生の足音〜」（ラジオ福島、10:00〔第1部〕、13:00〔第2部〕、16:25〔第3部〕）
  - 復興へ、あしたのために 〜東日本大震災から1年〜（NHKラジオ第1、10:05〔第1部〕、12:30〔第2部〕。キャスター:杉尾宗紀、出演:西條剛央、飯田泰之）
  - 勇気と元気 つながろうジャパン!スペシャル第一部 『報道特別番組 日常が失われた日〜3.11被災地メディアの戦い』（文化放送、12:00。ナレーター:唐橋ユミ）
  - NACK5 Special Program Metis 魂の音色 〜津波から蘇ったピアノ〜（NACK5、12:55。ナレーター:長谷川雄啓 他）
  - 特別番組「震災から1年」（岩手放送、12:00）
  - 勇気と元気 つながろうジャパン!スペシャル第二部 『東日本大震災から1年 今日から明日へできること』（文化放送、13:00。P:グッチ裕三、野村邦丸、出演:熊谷育美、石森則和他）
  - 『ニッポン放送 Love for Japanステーション』東日本大震災から1年 ラジオはあの日を忘れない（ニッポン放送、13:00。出演:上柳昌彦他）
  - 3.11東日本大震災 特別番組（東北放送、13:00）
  - ココロウタ（NHK FM、14:00。出演:福田萌、里匠、高山哲哉）[67]
  - 特別番組 震災から復興へ〜アナタのソナエは今（青森放送、14:00）
  - 被災地から伝える東日本大震災〜語り継ぐ教訓（TBSラジオ、18:00。出演:荒川強啓、杉浦舞、生島淳他）
  - 震災から1年〜HOPES（FM青森、18:00。出演:有賀義明、藤ケ森高子、鈴木耕治）
  - 特別番組 LOVE&HOPE 3月11日の手紙（JFN、19:00。出演:住吉美紀）
  - 東日本大震災を振り返る（エフエム岩手、19:00）
  - 東日本大震災1年 災害時のラジオの役割は（NHKラジオ第1、20:10。キャスター:伊藤博英）
- 17日
  - HBCラジオ60周年記念スペシャル「ラジオがある生活。あなたとつながるHBC」(HBCラジオ、8:30。司会:桜井宏、渡辺陽子、堰八紗也佳、室谷香菜子)[68]
  - オトとキモチの不思議なカンケイ（文化放送、28:30。出演:石川真紀他）
- 18日 - 黒船座談 震災から1年 今こそわれら日本を愛す（NHKラジオ第1、13:05。出演:マーティ・フリードマン、フィフィ、ロジャー・パルバース、他）
- 20日
  - NEW LIFE NEW DAYS〜ココロもカラダも元気に!〜（AIR-G'、11:30。DJ:北川久仁子、箕輪直人）
  - JR東日本presents Live Trip 東北（TOKYO FM / FM青森・FM岩手・Date FM・ふくしまFM、11:30。DJ:細川茂樹）[69]
- 24日
  - Spring Train Special 〜いすみ鉄道の旅〜（bayfm、20:00 / NACK5、16:55 / FM yokohama、25日20:00。ゲスト:中村あゆみ、出演:森田健作（千葉県知事）、斉藤りさ）[70]
- 25日
  - NACK5春祭り!パックンマックン 咲いたまるまる大放送!2012（NACK5、16:00。P:パックンマックン）[71]
  - YOKOHAMA BAY HOLIDAY（ニッポン放送、20:30[注 2]。P:増田みのり、G:平原綾香、城田優）
- 31日
  - 谷村有美 そっとお休み（ニッポン放送、21:30。出演:Dr.コパ）

### 4月放送
- 1日
  - 開局60周年特別番組「ラジオと仲良くしよう!〜電リクdeパーソナリティー大集合〜」（ラジオ関西、10:00〔第1部〕、12:00〔第2部〕。進行:三上公也〔第1部〕、林真一郎〔第2部〕、出演:ばんばひろふみ、谷五郎、羽川英樹、寺谷一紀、平井よお子、岩崎和夫、南かおり、田辺眞人、中野みき、木村三恵、松本美香、Yae、ワタナベフラワー、他）[72]
  - 有楽町からスマイル どんなときもニッポン放送 春の新番組スペシャル（ニッポン放送、12:00。P:くり万太郎、箱崎みどり）
- 9日 - 報道特別番組 作業員が語る福島第一原発（MBSラジオ、20:00。出演:水野晶子、上田崇順、小出裕章、澤田哲生）
- 13日 - さだまさし40周年 文化放送さだまつり♪special（文化放送、20:00。出演:寺島尚正）[73]
- 16日 - 45周年オールナイトニッポン大百科（ニッポン放送、18:00。出演:笑福亭鶴光、箱崎みどり）
- 23日 - J-WAVE SPECIAL VOICE FROM THE SKY（J-WAVE、5:00。Nav:ジョン・カビラ）
- 30日
  - J-WAVE GOLDEN WEEK SPECIAL OPENING CEREMONY presents GO!HUNT MY STYLE（J-WAVE、9:00。DJ:DJ TARO、岡田マリア。出演:JUJU、木村カエラ、今宿麻美、中野裕太、軍地彩弓、土屋アンナ、SU (RIP SLYME)、VERBAL(m-flo)、MADEMOISELLE YULIA）
  - ソーラーフロンティアスペシャル 今こそ守ろう!!我が家の電気〜太陽がいっぱい〜（文化放送、11:00。P:野村邦丸、G:荻原博子、中尾彬）
  - FM802 HOLIDAY SPECIAL 赤い風船〜東京ディズニーリゾートへの旅 presents Spring Journey（FM802、11:00。DJ:加藤真樹子、内田絢子。出演:平野聡、BENI、NICO Touches the Walls）
  - TOKYO FM ホリデースペシャル サッポロ プレミアムアルコールフリー presents 金色じかん（TOKYO FM、15:00。P:恵俊彰、G:Michi、スギちゃん）
  - 行くぞロンドン! 熱く戦え 日本のアスリートたち（NHKラジオ第1、17:05。出演:宮下純一、生島淳、安田美沙子、他）
  - J-WAVE SPECIAL SAPPORO BEER OTONA UTAGE（J-WAVE、18:00。出演:クリス・ペプラー、宮本絢子他）
  - 由紀さおりの世界（NHKラジオ第1、19:20。DJ:島田政男）

### 5月放送
- 3日
  - J-WAVE GOLDEN WEEK SPECIAL KEWPIE HALF presents YOUR ESSENTIAL LIFE（J-WAVE、9:00。Nav:レイチェル・チャン、出演:藤田琢己、矢野顕子、山崎まさよし、市川実日子、飯島奈美、他）[74]
  - 柏髙島屋ステーションモール 20th Anniversary bayfm MUSIC Dream（BayFM、13:00。DJ:山口美沙、福田麻衣、上々軍団、タイムマシーン3号、G:舞川あいく、杉山清貴、ゴスペラーズ）
  - U.M.U ご当地アイドルフェスティバル ジモラブNo.1決定戦（NHKラジオ第1、13:05。出演:春香クリスティーン、ななめ45°、Girl〈s〉ACTRY、アイドリング!!!、他）[75]
  - TOKYO FM HOLIDAY SPECIAL「CHOPIN.LOVE from YUKIO YOKOYAMA」（TOKYO FM、14:00。出演:横山幸雄、小山ジャネット愛子）
  - 探訪 江戸の食 男の胃袋編（NHKラジオ第1、17:05。出演:有江活子、高田郁、永山久夫、きじまりゅうた）
  - J-WAVE SPECIAL BRIDGESTONE ROPPONGI INVITATION（J-WAVE、18:00。Nav:Sascha、G:PUSHIM、島田秀平）[76]
  - 文化放送ライオンズナイタースペシャル 双葉高校野球部の青春〜2011年 夏（文化放送、20:30）[77]
- 4日
  - Sound For Children 〜LOVE Harmony〜supported by キヤノンマーケティングジャパン（TOKYO FM、11:30。P:杉崎美香、G:石井竜也）
  - TOKYO FM HOLIDAY SPECIAL 川口技研 presents 「うち時間マイスター」（TOKYO FM、16:00。出演:齊藤美絵）
  - J-WAVE SPECIAL NIPPONKOA presents 〜WIND FROM THE NORDIC ISLAND 〜 BLUE PLANET（J-WAVE、18:00。アンカーマン:ジョン・カビラ）
  - コトブキツカサ ピテカンシネマ（文化放送、20:00。出演:ダイノジ大谷、川村元気）[77]
- 13日 - 門出ピーチクパーチクの発掘王（ニッポン放送、20:00[注 2]。G:Lucy[78]、龍[79]）
- 15日 - 文化放送ライオンズナイタースペシャル プレイバック シネマへの旅（文化放送、21:00。P:高橋小夜子）
- 18日 - ショウアップナイタースペシャル グローバーのIt’s a Global World〜俺たち地球兄弟!〜（ニッポン放送、19:00）
- 21日 - J-WAVE SPECIAL KONICA MINOLTA For The Golden Eclipse（J-WAVE、7:00。Nav:別所哲也、出演:葉加瀬太郎、Pia-no-jaC←、縣秀彦）
- 22日
  - 東京ハッピー（ニッポン放送、8:00。DJ:垣花正、東貴博、リポーター:吉田尚記）
  - J-WAVE 「WELCOME TO THE SKY」（J-WAVE、8:30。DJ:宮本絢子、杉山ハリー、DJ TARO、Sascha、G:RAKE、亀田誠治）
    - 両番組での同時放送も実施、同時放送時間帯のゲストに石井竜也が出演。
- 24日 - 文化放送ライオンズナイタースペシャル AUNJクラシックオーケストラ ウツクシキ ニホンノ ヒビキ（文化放送、20:30）

### 6月放送
- 7日 - ライオンズナイタースペシャル かりゆし58 笑っててラジオ（文化放送、20:00。P:前川真悟、新屋行裕（かりゆし58））[80]

### 7月放送
- 21日 - 三枝から文枝へ〜伝えていきたい創作落語〜（MBSラジオ、16:00。出演:桂三枝、西靖）[15]

### 8月放送
- 19日 - NACK5 special パンサー×ジャングルポケットの朝までラジオ〜パンポケ!（NACK5、25:00）[81]
- 20日 - 垣花正の今夜はバリバリNight（ニッポン放送、18:00）[82]

### 9月放送
- 9月20日
  - プチ鹿島 オヤジジャーナル（TBSラジオ、21:00。出演:プチ鹿島）[83]
  - 越村友一ともうしますがっ（TBSラジオ、21:30）[84]

### 10月放送
- 10月8日
  1. 徹底調査!にっぽん家族のカタチ 恋愛・結婚攻略ガイド（NHKラジオ第1、13:05。出演:堀ちえみ、井森美幸 / 古谷敏郎）[85]
  2. 男も女も!きょうから始めるアンチエイジング!!（NHKラジオ第1、13:05。出演:山田まりや、南雲吉則、松村邦洋）[86]
  3. マネー幸福論 あすはあなたもお金持ち!?（NHKラジオ第1、17:05。出演:兼元謙任、榊原節子 / 鹿沼健介）※NHK松山放送局[87]
  4. ビートルズを聴こう!（NHKラジオ第1、21:05。DJ:亀渕昭信、山田敦子。出演:弓木英梨乃、宮沢もよよfeat.初音ミク。演奏:KEEPON、零minutes、大畑圭次郎、段木宏規、あとりびゅうと、河口真吾、佐藤奏）[88][89]
- 10月9日 - TBC開局60周年の年に入社した菅生翔平です〜新番組を紹介します〜（TBCラジオ、23:00)
- 10月12日 - 「映画館落語 かもめ亭」第二弾 公開直前スペシャル（文化放送、21:00。出演：三遊亭小遊三、春風亭昇太 / 林家たい平）[90]
- 10月13日 - 裁判員制度から3年〜市民の参加はどこまで進んだか?（文化放送、19:00。出演：竹田昌弘〔共同通信 〕、四宮啓、田口真義 他裁判員経験者2名 / 鈴木純子）
- 10月13日、10月14日 - 日本のフュージョン（NHK FM、23:00。出演:T-SQUARE、ISSEI NORO INSPIRITS、DIMENSION。DJ:熊谷美広）[91]
- 10月14日
  - 秋の長い夜 25 or 6 to 4 in Autumn Night（文化放送、26:20。出演：野村邦丸他）
  - フォークシンガー小象の夜明けのフォークソング（文化放送、28:00。DJ:大堀こういち）
- 10月20日 - “プリンセスプリンセス”リクエストパレード（文化放送、19:00。DJ:太田英明、佐伯明）
- 10月26日 - 10月28日、Help a capital child（キャピタルFM。DJ:ワン・ダイレクション、リトル・ミックス）[92]

### 11月放送
- 11月10日 - ラジオでよみがえる鉄腕アトム（NHKラジオ第1、19:20。出演：手塚眞、神田織音 / 小野卓司）[93]
- 11月12日 - 平成24年度文化庁芸術祭参加作品「南相馬往診日記 ある青年医師の夏」(NHKラジオ第1、21:05。出演:原澤慶太郎)[94]
- 11月22日 - ハガキ職人のウタゲ!(NHKラジオ第1、20:05。司会:麒麟 川島明)[95]
- 11月23日 - ポシュレスペシャル「あなたの満足生活」考えます リフォーム大相談会(文化放送、26:20。出演：野村邦丸、鈴木純子、見城美枝子、藤田宜永他)[96]
- 11月30日
  1. ラジオの女王さま 青春ヒットソング・出会い編（NHKラジオ第1、20:05。DJ:玉川美沙、秀島史香）[97]
  2. 私立恵比寿中学 放送部〜放課後活動中（文化放送、21:00）

### 12月放送
- いちばん熱かった夏!ロンドン、あの名シーンを忘れない!（STVラジオ、12月31日20:00。北陸放送、12月30日15:00。山陽放送、12月29日15:00。出演:柳家花緑）
- 14日 - 16日、STVラジオ開局50周年〜北海道のために命がけ〜日高晤郎 挑戦!50時間56分生放送（STVラジオ、14日9:00。DJ:日高晤郎）[98]
- 23日
  - HYクリスマススペシャル IN 沖縄〜いちばん近くにいたいから〜（NHK-FM、19:20）
  - ミチコ靖子窈の女子会〜夢に唄えば〜2012冬（NHK-FM、22:00）
- 24日 - 聖なる夜にミスチルの歌詞について語ろう（NHKラジオ第1、19:20。DJ:中村貴子、新井信宏）
- 25日 - 歌王!ゴスペル・クリスマス（NHK-FM、19:30）
- 27日 - 希望と、絶望と 〜南三陸防災庁舎、ある遺族の葛藤〜（TBSラジオ、19:00）
- 30日
  - 特集・先端人 自称日本一ラーメンを食べた男（NHKラジオ第1、12:15。出演：大崎裕史）
  - 年忘れ!女子とオヤジのはしご酒（NHKラジオ第1、17:05。出演:久本雅美、眞鍋かをり、大島麻衣、内藤大助、森永卓郎、松尾貴史、井筒和幸）
- 31日
  - 知られざる ドビュッシーの素顔 〜音と手紙で綴る愛欲の世界〜（NHK-FM、7:20）
  - AIR-G' 年末特別番組 「LOCK ON RADIO」（AIR-G'、7:30。高山秀毅ほか）
  - DJアマノッチ GoodVoice・GoodDrive（HBCラジオ、8:15。信越放送、9:07）
  - ニッポン放送年末報道スペシャル『子供たちへ〜希望の地・フクシマ』（15:30）[99]
  - 小室哲哉×小林克也 ベストヒットワールド2012→2013（TOKYO FM、20:00）[100]
  - 決定版!昭和歌謡 夢のソングマッチ（bayfm、20:00。DJ:伊津野亮、西田あい）
  - JFN年末年始特別番組 今贈ろう。あの人へ、胸いっぱいのありがとう!（TOKYO FM、23:30。出演:冷泉彰彦、北川智子 / 吉松郁美。DJ:ロバート・キャンベル、坂本美雨）[101]
  - HAPPY NEW YEAR GO!GO!2013（FMyokohama、23:50。DJ:横山剣〔CRAZY KEN BAND〕、MITSUMI）[102]

### 2回放送以上のシリーズ番組

#### 1月
- 1日
  - 新春列島2012（NHKラジオ第1、8:05。司会:山本哲也、中村慶子）[59]
  - 新春スポーツスペシャル『原監督新春対談〜Victory road〜』（アール・エフ・ラジオ日本、12:00。出演:原辰徳、眞鍋政義、三宅宏実、小林幸明）
  - 新春!民謡列島2012（NHK-FM、12:15）[54]
  - 初笑い!浜松町カモメ亭〜平成23年度文化庁芸術祭参加公演 桂吉坊の会（文化放送、13:00。出演:松尾貴史、吉田涙子）[103]
  - 元日の夜はぷちぷちケータイ俳句（NHKラジオ第1、19:20）[104]
- 1日 - 3日
  - 初春の調べ（NHK-FM、7:15）[54]
  - 特集 村上春樹を読む（NHKR2、10:00）
  - 新春朗読 池波正太郎 「鬼平外伝 夜兎の角右衛門」スペシャル（ニッポン放送、11:00。出演:上柳昌彦）[57][105]
  - 新春邦楽特選（NHK-FM、17:30）[54]
  - SLのある風景（NHK-FM、18:35）[54]
  - 対話2012 今までのこと これからのこと（NHKラジオ第1、21:05）[59]
- 1日 - 5日、NHK音楽祭2011アンコール（NHK-FM、8:10(1-3日)、7:20(4-5日)）[54]
- 2日
  - 新春おめでたバラエティー（NHKラジオ第1、14:20。司会:山田邦子）[59]
  - 文化放送 新春ビッグ対談〜内川聖一・中村剛也 ぼくらのベースボール〜（文化放送、14:30。ナビゲーター:斉藤一美）[103]
  - 松山千春 スーパーショット（東海ラジオ、15:00）※STVラジオ、1月3日20:00
  - 二宮清純 2012年 日本のスポーツ大予測（ニッポン放送、16:00。出演:師岡正雄、宮間あや、三宅宏実）[57]
  - 新春版!人生探求ラジオBUG(HBCラジオ、17:00。DJ:MAYU)
  - まろのSP日記（NHK-FM、19:20）[54]
- 2日・3日
  - プレイバック東京JAZZ2011（NHK-FM、11:00）[54]
  - 新春おめでた文芸（NHKラジオ第1、16:05）[59]
  - Kids radioミニ（HBCラジオ、16:40）
  - 新春 歯から始める健康生活（ニッポン放送、17:30。出演:丸橋賢、箱崎みどり）[57]
- 2日 - 6日
  - 真冬の夜の偉人たち（NHK-FM、21:10）[54]
  - クロスオーバーイレブン2012新春特番（NHK-FM、23:00）[54]
  - 伝説のロック・ライブ〜未発表音源でつづるROCK OF AGES〜（NHK-FM、24:00）[54]
- 3日
  - 大森俊治 こしょこしょ話リターンズ（HBCラジオ、14:00）[58]
  - スタパ落語会スピンオフ特集 新春・ここでしか聞けない!落語会（NHKラジオ第1、14:20。出演:林家しん平、三遊亭天どん、鈴々舎馬るこ、昔昔亭A太郎）[59]
  - 文化放送新春報道スペシャル「後藤謙次 Point of View〜2012年、この国の行方」（文化放送、14:30。出演:前原誠司、石原伸晃）[103]
  - RCCラジオスポーツスペシャル 東出・青山 辰年のことは選手会長に訊け広島カープ・東出輝裕選手の正月恒例ホンネトーク番組第3弾(RCCラジオ、15:00)[61]
- 4日 - 飯田浩司の政治経済2012 今年はこ〜なる!（ニッポン放送、16:00）[57]
- 5日 - 飯田浩司のスポーツ2012 今年はこ〜なる!（ニッポン放送、16:00）[57]
- 8日 - ブラック・ミュージック・エッセンシャル〜ウインター(AIR-G'、19:00。出演:DJ Yae)[注 5]
- 17日 - 特集 震災17年 阪神・淡路から伝えたいメッセージ（NHKラジオ第1（大阪）、5:15。出演:品川公明、朝海ひかる）
- 30日 - JOY×JOY RADIO（文化放送、19:00[注 3]。出演:ジョー〔ダブルネーム〕）

#### 2月
- 19日 - あしたからスペシャルウィーク ニッポン放送（ニッポン放送、20:30[注 2]。出演:くり万太郎、箱崎みどり）

#### 3月
- 10日 - ライフサポーター あなたを守る防災ラジオ（福岡民放5局〔KBCラジオ、RKBラジオ、FM FUKUOKA、cross fm、LOVE FM〕12:00、NHKラジオ第1〔NHK福岡放送局〕12:15）[106]
- 18日 - 春の主役は?選抜高校野球!!（MBSラジオ、20:00[注 6]。出演:仙田和吉、ランディーズ中川、かみじょうたけし、安倍昌彦）
- 19日 - 22日、よりそいホットライン開設スペシャル 聴かせてあなたの声（TOKYO FM、25:00。DJ:仲野博文。相談員：〔19日〕橘ジュン、津田大介 / 〔20日〕大西連 / 〔21日〕生島嗣〔ぷれいす東京〕 / 〔22日〕西原由記子、根岸親）[107]
- ことしもやります!ラジオNHK杯将棋トーナメント（14:05。司会:村上信夫、出演:米長邦雄、谷川浩司、橋本崇載他）
- 21日 - ライブハウス・R-1（NHKラジオ第1、20:05。出演:ポカスカジャン、京本有加、鈴木亜美、川上ジュリア）

#### 4月
- 15日 - 明日からスペシャルウィーク ニッポン放送（ニッポン放送、20:00[注 2]。出演:くり万太郎、箱崎みどり）

#### 5月
- 3日
  - 文化放送ホリデースペシャル グランド ジェネレーション ミュージック vol.1（文化放送、8:30。出演:南こうせつ、吉田照美、石田絵里奈）[77]
  - 母の詩2012〜母の日によせて（文化放送、11:00。出演:バンブー竹内、マイク眞木、川中美幸）[77]
  - ニッポン放送 ホリデースペシャル ゴールデンウィーク・エンタメ・ゴー!ゴー!（ニッポン放送、12:00。P:荘口彰久、A:増田みのり）
  - ニッポン放送 ホリデースペシャル ゴールデンウィーク・映画・ゴー!ゴー!（ニッポン放送、14:00。P:コトブキツカサ、A:増田みのり）
- 4日
  - ニッポン放送 ホリデースペシャル 古坂大魔王のアソナビ 〜ゴールデンウィーク・この街ヨクナイ!?〜（ニッポン放送、12:00。P:古坂大魔王、A:新保友映、出演:柴田英嗣（アンタッチャブル）、まちゃまちゃ、房みどり、モエヤン）
  - TOKYO FM ホリデースペシャル“Sound for Children”〜Wolrd words〜powerd by Plan Japan（TOKYO FM、13:00。出演:やまだひさし、井上あずみ&ゆーゆ、馬場俊英）

#### 7月
- 14日 - 復活!桂三枝の歌え!MBSヤングタウン（MBSラジオ、16:00。出演:桂三枝、斎藤努 他）[15]

#### 8月
- 5日、12日、19日、26日 - 超!恐竜王国2012（文化放送 超!A&G+、0:30。出演：新田恵海）
- 18日 - 第44回思い出のメロディー（NHKラジオ第1、19:30。司会:市川猿之助、黒崎めぐみ）

#### 9月
- 17日
  - ポシュレ・スペシャル 今こそ生かそう!自然エネルギー〜太陽がいっぱいPartII〜（文化放送・東海ラジオ・ラジオ大阪、11:00。RKB毎日放送等6局、13:00。P:野村邦丸、渡辺徹）[108]
  - SUZUKI ワゴンR presents J POWER STORY〜世界へ、そして未来へ〜（TOKYO FM、13:00。DJ:齋藤美絵 / 出演：渡辺謙、北島康介、藤巻幸大 / 冨永愛、山田優、道端ジェシカ）[109]
  - フィンガー5アキラの青春ヒットカモーーーン!（NHKラジオ第1、18:05）[110]
  - AIR-G'開局30周年記念 秋を食べるAIR-G'〜北海道クオリティ(AIR-G'、7:35。DJ:北川久仁子、箕輪直人)[111]
  - Gコン(AIR-G'、18:00。DJ:北川久仁子、箕輪直人)[112]
  - 迷える女性たちへ!「転ばぬ先の夏木マリ」（NHKラジオ第1、21:05）[113]
- 20日 - ナイタースペシャル『TULIP THE LIVE ON RADIO〜あの頃、そして、今〜』(ニッポン放送、18:00。DJ:財津和夫、安倍俊幸、姫野達也、上田雅利、宮城伸一郎 / 師岡正雄)[114]
- 9月23日
  - GRAPEVINE スペシャルプログラム 〜デビューの時に生まれたお子さんは、もう中3ですか?〜（CROSS FM、17:00。FM NORTH WAVE、20:00）GRAPEVINE スペシャルプログラム
  - 内田樹&名越康文の辺境ラジオ 仲秋の出版記念特別篇(MBSラジオ、26:30)[115]

#### 10月
- 10月1日 - アグリカルチャーアイランド 農業王国北海道 Vol.5 畑のしあわせ（AIR-G'、11:30。DJ:千葉ひろみ）[116][117]
- 10月7日、10月21日 - うるめいつ男子組（超!A&G+、25:00。出演：野呂翔矢、冨沢竜也、山口祥熙）[118]
- 10月8日
  - 石川みゆきの小麦プロジェクト（ニッポン放送、15:00）[119]
  - DUNLOP presents Heartful Driving〜Love Child〜（TOKYO FM、16:30。DJ:雨宮朋絵。出演：石黒彩、北山陽一〔ゴスペラーズ〕、ハイキングウォーキング、今井美樹、本上まなみ）[注 7][120]
- 10月14日 - タイガース金本知憲引退特番「金本知憲 〜鉄人の真実〜」（ABCラジオ、20:30）

#### 11月
1. 11日 - ホップ!ステップ!bump.y!! リターンズ 〜JAPAN FOOD FESTA 2012 スペシャル〜（ニッポン放送、25:30）[121][注 8]
2. 23日 - サラリーマンの掟（おきて）リターンズII(NHKラジオ第1、20:05。出演:伊藤洋介〔東京プリン〕、茂木久美子、益子行弘、伊藤海彦)[122][123]
3. 25日 - 2012CMラジオグランプリ(西日本放送RNCラジオ、12:00)[124]

#### 12月
- 9日 - ヒット!ヒット!2012（rkbラジオ、KBCラジオ、fmfukuoka、LOVEFM、山口放送、琉球放送、ラジオ沖縄 / 12:00。DJ:米岡誠一、kaede）[125]
- 24日
  - マルホン胡麻油 プレゼンツ マイスイート パーティ 〜うちにおいでよ〜(AIR-G'、9:00。DJ:松尾亜希子)
  - クリスマス特別番組・サンタが秋田にやってきた〜探検家・高橋大輔の旅(エフエム秋田、12:00。出演:大島貴志子)
  - Hokkaido Winter Catalog(AIR-G'、14:00。DJ:DAIGO / 出演：鈴木彩可、箕輪直人)[126]
  - THIS X’MAS! THIS MUSIC!(エフエム秋田、18:00。DJ:DJ92)
- 27日
  - 伊藤蘭 通り過ぎる季節に（ニッポン放送、12:00）[127]
  - 政治から振り返る ニュース年録2012（TBSラジオ、18:00。解説:山田恵資〔時事通信〕、武田一顕）
- 28日
  - 年末特別番組・行っちゃいな!食べちゃいな!（エフエム秋田、9:00。出演:椎名恵、真坂はづき、バンセンジャー。DJ:大島貴志子）
  - クラシックリクエスト(NHK-FM、14:00)[128]
  - LOVE&HOPE Special(JFN、15:00。出演:中西哲生、高橋万里恵)
  - スポーツ年録2012（TBSラジオ、18:00。DJ:青島健太）
- 29日 - もうすぐたびぐみ!あなたはどれ選ぶ?新春おいしい温泉宿(MBSラジオ、22:00。DJ:古川圭子、大月勇)[129]
- 30日
  - 秘蔵音源で振り返る 舞台を、人生を、駆け抜けた、第十八代中村勘三郎(ニッポン放送、15:00)[99]
  - 年忘れ☆松竹演芸パレード（MBSラジオ、17:59 / 20:00。出演:安田団長、かみじょうたけし、チキチキジョニー、さらば青春の光、オーケイ岡山、代走みつくに、やのぱん、吉竹史、濱口善幸 ほか）[129]
  - 帰ってきた!皆藤愛子 あいラジ年末スペシャル(ニッポン放送、18:00)[99]
  - 第54回日本レコード大賞(TBSラジオ、18:30。司会：安住紳一郎、新垣結衣 / ラジオ進行：駒田健吾)
  - H!t Trackz 2012!（AIR-G'、19:00[注 5]。DJ: アイシス）
  - LOOK BACK 2012!(JFN。V-air、20:00 / V-air、21:00。出演:ザ・ニュースペーパー)[130]
  - スポーツ特集「“あきらめない”を伝えたい」（NHKラジオ第1、21:30。出演:大神雄子、八重樫東、土田和歌子）
- 31日
  - 文化放送 第6回100万円争奪!ラジオCMコンテスト(文化放送、8:30)[131][132]
  - ニッポン放送年忘れラジオ紅白歌合戦（8:00。DJ:上柳昌彦、垣花正）
  - 2012年ふるさとのやる気・元気・本気80ちゃん号の1年（NHKラジオ第1、12:15。出演:さとう珠緒。司会:水谷彰宏）
  - 柳家花緑 笑ってサヨナラ2012年!プレイバック落語(ニッポン放送、13:30）
  - ありがとう森光子さん 秘蔵音源で綴る「ラジオで見せた4つの素顔」（ニッポン放送、14:30）
  - 文化放送報道スペシャル マイクの1年2012（文化放送、18:00）[131]
  - 文化放送スポーツスペシャル マイクの1年2012(文化放送、19:00)[131]
  - HAPPY NEW CINEMA!〜年末映画大特集〜(STVラジオ、19:00。出演：黒岩孝康、大家彩香)
  - 第63回NHK紅白歌合戦（NHKラジオ第1、19:15。司会:有働由美子、堀北真希、嵐 / ラジオ進行：青井実、橋本奈穂子）
  - NACK5 COUNTDOWN SPECIAL 2012-2013(20:00。出演:山本昇、小林アナ。DJ:バカボン鬼塚、島田秀平、福島和可菜)
  - さだまさしカウントダウンスペシャル(文化放送、22:00。DJ:寺島尚正)[131]
  - MRO年越し特番アニソン紅白歌合戦2012→2013（北陸放送、22:00。DJ:鼻毛の森、西尾知亜紀）[133]
  - Countdown Report from TOKYO DISNEY RESORT(bayfm、23:45。出演:田中美和子)
- 12月31日、2013年1月1日 - ミュージック・イン・ブック 〜音楽と文学の交差点〜(NHK-FM、11:00)
- 12月31日 - 1月3日、Pレコ(ABSラジオ、12月31日11:35)

#### 1年間で複数回放送された特番
- 1月3日 - つぶや句575 恋のシュラバンバ（NHKラジオ第1、19:20。出演:つぶやきシロー、佐藤文香、司会:中倉隆道）[59]
  - 5月30日、8月29日、11月24日 - つぶや句575 臨時開演(NHKラジオ第1、20:05。出演:つぶやきシロー、佐藤文香、司会:沢田石和樹)[134]
- 2月25日、8月25日 - 東野幸治のウキウキWAKE ME UP〜Wake Me Up Before You Go-Go〜（Inter FM、〔2月25日〕15:00、〔8月25日〕18:00。出演:レイザーラモンRG / 〔2月25日のみ〕相内優香）[135]
- 3月20日、8月17日、11月10日、12月31日 - ナイスゲーム 言葉で伝えるスポーツ名勝負(NHKラジオ第1、19:20。出演:山田雅人)[136]
  1. 3月20日 - ナイスゲーム 言葉で伝えるスポーツ名勝負 春編（NHKラジオ第1、19:20。出演:山本志保、山田雅人、増田明美、唐橋ユミ、池谷公二郎）
  2. 8月17日 - ナイスゲーム 言葉で伝えるスポーツ名勝負 夏編(NHKラジオ第1、20:05。出演:山田雅人 / 江夏豊、唐橋ユミ)
  3. 11月10日 - ナイスゲーム 言葉で伝えるスポーツ名勝負 in 大阪(NHKラジオ第1、19:20。出演:山田雅人 / 吉田義男、荒木美和)
  4. 12月31日 - ナイスゲーム 〜言葉で伝えるスポーツ名勝負〜冬編（NHKラジオ第1、17:05。出演:唐橋ユミ、山田雅人、大林素子）
- 3月21日、8月22日、12月26日 - ライブハウス・R-1（NHKラジオ第1、20:05。出演:〔3月21日〕ポカスカジャン、京本有加、鈴木亜美、川上ジュリア、〔8月22日〕ベッキー♪＃、〔12月26日〕中島愛、吉川友）
- 4月29日、11月23日 - ホリデーふるさと便(文化放送、祝日不定期8:30。DJ:鈴木光裕)
  1. 4月29日 - ホリデーふるさと便IN富山〜標高3千メートルの立山から!!〜(文化放送、北日本放送、8:30。DJ:鈴木光裕、陸田陽子)[137][138]
  2. 11月23日 - ホリデーふるさと便 in 青森 〜津軽、南部、そして下北〜(文化放送、青森放送、8:30。DJ:鈴木光裕、上野由加里)[139]
- 5月3日、8月5日、11月25日 - 歴史エンターテインメント DJ日本史（NHKラジオ第1、5月3日21:05 / 8月5日15:00、11月25日10:05。DJ:松村邦洋、堀口茉純）[140]
- 5月4日、8月21日 - みうらじゅんのサントラくん（NHKラジオ第1、〔5月4日〕21:05、〔8月21日〕20:05）
- 5月4日 - YUIのラジオ fight(NHK-FM、23:00。出演:はんにゃ / flumpool)[141]
  - 9月9日 - YUIとみんなのラジオ fight(NHK-FM、23:00。出演:パックンマックン、松本望)[142]
- 5月26日 - セットアップスペシャル AFTERSCHOOL PLAYGIRLZ RADIO（文化放送、19:30。出演:カヒ・ジョンア・レイナ・リジ〔AFTERSCHOOL〕、コトブキツカサ、ヒョンギ）[143]
  - 7月22日、9月23日、11月23日 - AFTERSCHOOL PLAYGIRLZ RADIO 番外編 ORANGE CARAMELのオレキャラ☆ナイト!(文化放送、〔7月22日 / 9月23日〕19:30、〔11月23日〕21:00。DJ:ORANGE CARAMEL、コトブキツカサ、ヒョンギ)[144]
  - 7月16日、9月17日 - 三菱UFJ信託銀行プレゼンツ 秋元康プロデュース特番（ニッポン放送、13:00。P:鳥越俊太郎、A:増山さやか）[145]
    1. 7月16日 - 死んだらどうなるの?
    2. 9月17日 - 遺言の下書き 〜最期に伝えたいこと〜
- 7月16日、9月17日、10月8日、11月23日、12月24日予定 - LiLi&GoのReady go♪[146]（NHKラジオ第1、8:05。DJ:西寺郷太、LiLiCo）
- 7月23日、7月26日 - 8月3日、8月28日 - 9月3日 / 12月17日 - 12月21日、12月24日 - 12月28日、おとおばけのぼうけん（NHKラジオ第1）
- 8月5日、12月22日 - 歌ってくだけろ! 所トータス奥田の男子会（NHK-FM、23:00。出演:所ジョージ、トータス松本、奥田民生）[147]
- 8月31日、9月8日 - AKB48の"私たちの物語" 第39話「夏の紅白ドラマ合戦」(NHK-FM、〔8月31日〕21:00、〔9月8日〕19:20。出演:〔8月31日〕片山陽加、倉持明日香、高城亜樹 / 〔9月8日〕菊地あやか、仁藤萌乃、藤江れいな 他)
  - 12月22日 - AKB48の“私たちの物語”クリスマススペシャル(NHK-FM、21:00)
- 9月11日、10月9日、11月12日 - ワーママラジオ!チャンカータイム（ラジオNIKKEI、21:30）[148]
- 9月16日、12月30日 - NACK5 SPECIAL 「WHAT'S VOCALOID?」(NACK5、25:00。DJ:加藤有加利 / 出演:〔9月16日〕ゆよゆっぺ、マチゲリータ / 〔12月30日〕レフティモンスターP、伊東歌詞太郎)[149]
- 10月5日、11月9日 - 島袋寛子のLife is Beautiful（文化放送、21:00）[150]
- 辺境ラジオ(MBSラジオ)[151]
  1. 9月23日 - 内田樹＆名越康文の辺境ラジオ 仲秋の出版記念特別篇(MBSラジオ、26:30)
  2. 12月30日 - 辺境ラジオ〜2012年の最後に、愛について語りましょう〜(MBSラジオ、22:30。出演:内田樹、名越康文、西靖)[129]
- 12月3日、12月10日、12月17日 - Road to THE SOLAR BUDOKAN(InrerFM、20:00。出演：佐藤タイジ / ジョー横溝)[152]
- 12月24日、12月25日
  - ふるさと発くらしこの一年（NHKラジオ第1、〔12月24日〕14:05、〔12月25日〕15時10分）
  - Live Music from New York2012(NHK-FM、24:00)
- 12月25日、12月26日 - 80歳ミシェル・ルグランの軌跡〜“シェルブールの雨傘”から“Noel!Noel!!Noel!!!”まで(NHK-FM、14:00)
- 12月25日 - 12月29日、ジャパニーズ・ゴールデン・ポップス(NHK-FM、17:20)
- 12月27日 - 12月30日、ビートルズデビュー50周年記念 “オールフロムザビートルズ”(NHK-FM、〔12月27日 / 12月28日〕19:30、〔12月29日 / 12月30日〕19:20)
- 12月31日 - 矢野燿大と岩本計介のロンドンの夏は熱かった!年末スペシャル!(ABCラジオ、17:25)

### レギュラー番組のスペシャル版
- 1月1日
  - おめでとう あさいちばん（NHKラジオ第1、5:00。ゲスト:宮川彬良）[59]
  - 三宅裕司 サンデーヒットパラダイス 新春スペシャル〜元旦!江戸っ子!放送!〜（ニッポン放送、6:00）[57]
  - リョービスペシャル 山野秀子のちいさなパティオお正月スペシャル(RCCラジオ、12:00)[153]
  - 俊雄と裕見子のおもいっきり2012[61](RCCラジオ、13:00。DJ:田中俊雄・松本裕見子・大松しんじ)
  - ウィークエンドサンシャインウインタースペシャル（NHK-FM、14:00。出演：ピーター・バラカン）[54]
  - おめでとう地球ラジオ2012（NHKラジオ第1、16:00。ゲスト:LiLiCo、司会:後藤繁栄、大輪香菊）[59]
  - SKE48 1+1+1じゃないよ!新春スペシャル!今日は元日だから、3じゃなくて!6だよ!!!〜（東海ラジオ、15:00。DJ:小木曽汐莉、高柳明音、向田茉夏、金子栞、木本花音、原望奈美〔いずれもSKE48〕 / 松原敬生）
  - 美輪明宏 薔薇色の日曜日スペシャル〜愛の手引き2012〜（TBSラジオ、19:00。出演:安東弘樹、三谷幸喜）[55]
  - 高橋芳朗HAPPY SAD〜NEW YEAR SP〜 HAPPY新春!甘酸ワールドツアー（TBSラジオ、25:00。出演:川瀬良子、大石始、ジェーン・スー）[55]
  - 中島早貴のキュートな時間（アール・エフ・ラジオ日本、25:00）[注 9]#2012年1月開始参照
  - みんなの競馬 新春トップジョッキースペシャル（MBSラジオ、14:00。出演:河本光正、中島亜由美、福永祐一、岩田康誠 他）
  - 茶屋町MBS劇場 元日興行（MBSラジオ、17:45。司会:柏木宏之）
  - おとなの駄菓子屋 店主誕生日スペシャル（MBSラジオ、20:00。DJ:角淳一）
  - リトル・チャロ2SP 歌でたどるチャロの物語（NHKラジオ第2、23:35）
- 1月2日
  - 新春スペシャル ラ・ラ・みゅ〜今年も聴いてみゅ〜（RCCラジオ、15:00。DJ:泉水はる佳）[61]
  - DRIVE with ECO&DREAM 新春スペシャル 〜クルマが日本を元気にする〜（ニッポン放送、16:30）[57]
  - 有田修三のアリトーク 2012新春スペシャル!（ABCラジオ、17:25。出演:有田修三、中邨雄二）[53]
  - あなたへモーニングコール〜新春スペシャル〜（TBSラジオ、19:00。出演:竹井志織、夏目真紀子、高田景子、井伊恭子）[55]
  - みんなでつくる”音の風景”（NHKラジオ第2、21:00）
- 1月3日
  - 香菜子のなまらないと〜香菜子のお家にようこそ!（HBCラジオ、15:00。出演：奥田ゆか）[58]
  - クレイジーラッツのラッツ!ゴー!クレイジー!新春スペシャル（ニッポン放送、16:00。出演:我が家、ロッチ、ハライチ）[57]
- 1月4日 - 5日、U-18 ユーガタM塾東北スペシャル（NHK-FM、16:00）[54]
- 1月7日 - ミュージックラインウインタースペシャル（NHK-FM、12:15）[54]
- 1月8日 - フレンチ・キスのKissラジ!〜エクストラ〜成人式スペシャル!!（TOKYO FM、26:00。DJ:倉持明日香、高城亜樹）
- 1月9日 - 新・話の泉スペシャル〜家元の思い出編〜（NHKラジオ第1、21:05。出演:渡邊あゆみ、山藤章二、毒蝮三太夫、嵐山光三郎、松尾貴史、ゲスト:ミッキー・カーチス）[154]
- 1月16日 - 髭男爵 山田ルイ53世のルネッサンスラジオGOLD（文化放送、19:00[注 3]）
- 1月29日 - NLApresents ゆきねえと考えよう!親子のキズナ応援ラジオスペシャル（CBCラジオ、13:00）
- 2月5日 - 夜クラ!（AIR-G'、20:00。DJ:高山秀毅）[注 5]
- 2月10日 - 2月12日、愛されて50年♪みんなのうた リクエスト大全集!（NHKラジオ第1、20:05）[155]
- 2月11日 - エキサイトベースボールスペシャル〜春季キャンプ最前線〜（TBSラジオ、18:00[注 10]。出演:槙原寛己、盛田幸妃）
- 2月12日- MBSうたぐみ NMB48の福本愛菜・渡辺美優紀のTEPPENラジオ純情U-19スペシャル（MBSラジオ、20:00[注 6]。出演：上西恵、白間美瑠、岸野里香）
- 2月24日 - ごごばんスペシャル テリー伊藤 そこまで言うか!（ニッポン放送、16:00）
- 2月25日
  - サウンド・キャッチ スペシャル〜時を超えるタイムレスな音楽〜（TBSラジオ、18:00[注 10]）
  - 桑田佳祐のめでたい夜遊び 〜“歳越し”バースデースペシャル〜(TOKYO FM、23:00[注 11])
- 2月26日、3月18日 - NLApresents ゆきねえと考えよう!親子のキズナ応援ラジオ（CBCラジオ、13:00）
- 2月29日 - つぶや句575〜テーマは「顔」〜（NHKラジオ第1、21:05。出演:つぶやきシロー、佐藤文香、司会:中倉隆道）
- 3月3日 - NHKのど自慢チャンピオン大会2012（NHKラジオ第1、19:20。司会:徳田章 出演:香西かおり、氷川きよし）
- 3月5日 - GOLDEN 4 EGGS SPECIAL 〜春ドキッ!〜(NACK5、16:00。出演：武川アイ、甲斐名都、依布サラサ、タニムラシオリ。ゲスト:タケカワユキヒデ、前川紘毅 他)[156]
- 3月10日
  - こども音楽コンクール スペシャル（TBSラジオ、18:00[注 10]）
  - 音楽のまち・かわさき 東日本大震災復興支援特別番組 〜HEARTFUL SONG 届け!音まちの祈り〜（アール・エフ・ラジオ日本、21:30）
- 3月11日
  - マイ プレイリスト Love for Japan 〜kizashi〜 スペシャル (Suono Dolce、6:00)[157]
  - マイプレイリスト スペシャル Love for Japan〜kizashi〜 明日へ（ニッポン放送、17:30。Nav:那須恵理子、出演:浅井慎平、曽野綾子）
  - ココロリレースペシャル（AIR-G'、20:00。DJ:千葉ひろみ）[注 5][158]
- 3月16日 - HBCラジオ60周年記念特別番組 ミッドナイトカーナビラジオ 午前一番!(HBCラジオ、24:00。DJ:YASU、山根あゆみ、大森俊治 / 関博紀)[68]
- 3月17日 - 大宅映子の辛口フォーラム（TBSラジオ、18:00[注 10]）
- 3月18日 - 平野裕加里とボビーの思い出ミュージックアワー（CBCラジオ、11:05）
- 3月19日 - 島谷ひとみ “Sign Music” ヒーリングタイム（文化放送、19:00[注 3]）
- 3月20日
  - H.I.S. presents GO OOL!〜ゴールド・コースト〜SPECIAL（bayfm、9:00。DJ:西本淑子。出演:谷川真理、DJ TSUYOSHI）[159]
  - くにまる野崎のヒガシマルうすくち道場スペシャル（文化放送、11:00。出演:堀田ゆい夏）
  - TOKYO GAS CURIOUS HAMAJI〜over 100 Anniversary!! もっとCURIOUS（bayfm、13:00。DJ:浜島直子。ゲスト:辺見えみり、近藤しづか、平原綾香）
  - JAL PRESENTS JET STREAM 2012 Music Around The World（TOKYO FM、16:00。出演：小山ジャネット愛子）
- 3月23日 - wktkラヂオ学園 入学説明会（NHKラジオ第1、21:30。出演:加藤シゲアキ(NEWS)、ゴリ（ガレッジセール）、あべこうじ、佐久間一行、ロッチ、増子直純（怒髪天）、浅野真澄他）
- 3月25日
  - 大沢悠里 TBSラジオショッピング 春の総決算スペシャル!（15:00。出演:白井京子、さこみちよ、陣内貴美子、水沢アキ他）
  - RISING SUN ROCK FM SPECIAL（20:00。DJ:西木基司〔WESS〕）[注 9]#期間限定再開番組参照
- 3月26日 - きゃりーぱみゅぱみゅのウェイウェイレディオ!スペシャル（TBSラジオ、20:00）
- 3月31日 - 文化放送開局60周年スペシャル『もっとニッポニア!もっとジャパン!のうた』（文化放送、19:00。出演:宮沢和史、太田英明 / 加藤登紀子）
- 4月1日
  - 文化放送開局60周年記念番組『志の輔ラジオ 落語DEデートスペシャル』（文化放送、20:00）
  - はみでたキューンCh.@NACK5（NACK5、25:00。DJ:井上ジョー）
- 4月5日 - 文化放送ライオンズナイタースペシャル プレイバック シネマへの旅（文化放送、21:00。DJ:高橋小夜子）
- 4月15日、5月15日 - ガヤガヤ我が家（文化放送、19:30〔4月15日〕、20:00〔5月15日〕）
- 4月15日
  - 春らんまん〜「みんなの寅さん」3時間スペシャル（文化放送、26:00。出演:佐藤利明、石川真紀、小泉信一〔朝日新聞〕）
- 4月20日 - ごごばんスペシャル そこまで言うか!（ニッポン放送、16:00。出演:高橋洋一、飯田浩司他）
- 4月23日 - 京都いちばん!番外編 あの時のフォークソング（MBSラジオ、20:00。出演:村田一彦、木谷美帆）
- 5月3日、10月8日 - キリンビバレッジ presents HAPPY&SMILE PARTY（TOKYO FM、11:30。DJ:政井マヤ、やまだひさし）[160]
- 5月4日 - つながるラジオ ロックンローラー近田春夫の歌謡曲って何だ?スペシャル いいじゃん!やるじゃん!!横浜!!!（NHKラジオ第1、14:40。G:横山剣）
  - 9月23日 - ロックンローラー近田春夫の歌謡曲って何だ?電撃的スペシャル いいじゃん!やるじゃん!!歌謡曲!!!(NHKラジオ第1、13:05。出演:長田春二、糸井重里)[161]
  - 11月23日 - ロックンローラー近田春夫の歌謡曲って何だ?スペシャルin浜松(NHKラジオ第1、13:05)
  - 12月30日 - ロックンローラー近田春夫の歌謡曲って何だ?スペシャル in 東京タワー「東京タワーが呼んでるぜ!」(NHKラジオ第1、14:05)
- 5月22日 - ニッポン放送×J-WAVE 東京スカイツリータウン®オープニングスペシャル ニッポン放送 東京ハッピー（ニッポン放送、8:00。P:垣花正、那須恵理子〔第1部〕、東貴博、増田みのり〔第2部〕）[注 12]
- 6月4日 - えんかe-ジャン!君津スペシャル!（アール・エフ・ラジオ日本、21:00。司会:和田青児、大石まどか、出演:大月みやこ、城之内早苗、小金沢昇司、市川由紀乃、音羽しのぶ、井上由美子）
- 7月7日、14日 - KENWOOD彩速ナビ presents PERFECT DRIVE（bayfm、10:00。出演:押切もえほか）moe's upのスペシャル版としてFMヨコハマ、NACK5でも放送）[162]
- 7月16日 - 海の日ホリデースペシャル 上泉雄一のええなぁ!×こんちわコンちゃんお昼ですょ!うれしーseaたのしーsea海の日カラオケ歌合戦!（MBSラジオ、10:30）[163]
- 7月21日 - Look Back Goodies放送800回記念スペシャル（FMS、18:00）
- 8月27日 - ミュージックナビ〜長良グループ・スペシャル〜（TBSラジオ、20:00。P:向井政生、岩佐美咲〔AKB48チームA〕）
- 9月16日 - KAT-TUN田口・中丸の不滅のドライブ〜TAG-TUNE DRIVING スペシャル(TOKYO FM、13:00)
- 9月17日
  - 中西哲生のクロノス〜追跡・日本生命みらいナビスペシャル（TOKYO FM、17:00）[164]
  - モータースポーツDigスペシャル「耐久レースで世界と闘う男たち(TBSラジオ、18:30。出演：脇阪寿一、中嶋一貴／外山惠理)[165]
- 9月29日 - KIRIN BEER "Good Luck" LIVEスペシャル Superfly プレミアムライブ（TOKYO FM、16:00）
- 9月30日 - MUSIC PATIO SPECIAL「好きなアーティストランキング!」（AIR-G'、2:00。DJ:原田紗斗）
- 10月8日
  - 勇気の休日ラジオ(ニッポン放送、13:00。出演：花田景子、柏木厚志)
  - 休日特別番組 番組宣伝隊バンセンジャー(エフエム秋田、13:30。出演:椎名恵、石塚公評)
- 11月17日 ふるさとを見つめて ひるのいこい60年(NHKラジオ第1、12:15。出演：佐塚元章)[166]
- 10月26日 - 井筒とマツコ 禁断のラジオ 黄金を抱いて翔べ公開直前スペシャル（文化放送、21:00）
- 10月28日 - NACK5開局24周年特番 GOLDEN 4 EGGS NEXT!!(NACK5、12:55。出演：武川アイ、神田沙也加、依布サラサ、タニムラシオリ)
- 11月2日 - 文化放送フライデープレミアム キャンサー カフェ〜みんなでがんを考えよう（文化放送、21:00）
- 11月23日
  - SMILE SAFETY PROJECT SPECIAL （AIR-G'、11:30。出演:龍太、松尾亜希子）
  - ジョンソンヴィル presents よんぱち Precious Time(TOKYO FM、13:30。DJ:鈴木おさむ、柴田幸子。出演:安めぐみ、みなくちなほこ)[167]
- 12月23日 - 走れ!ゴショガールズ〜五所川原やってまレディオスペシャル(エフエム青森、8:00。我満紗千子、工藤綾乃)
- 12月26日 - グリー大感謝祭! NHK WONDERLAND2012×glee2(NHK-FM、19:30)
- 12月29日
  - 釣りバカ松本ひでおとうたう料理人森野熊八のうまい話(MBSラジオ、8:00)[129]
  - みんなでつくる “音の風景” にっぽん鉄道紀行いまむかし(NHK-FM、16:00)
  - 小沢昭一さん追悼特別番組「明日のこころだ 小沢昭一について考える」(TBSラジオ、20:00。出演:堀井美香 / 中村メイコ、黒柳徹子、永六輔、藤田恒美)※小沢昭一の小沢昭一的こころ最終回
  - 年の瀬は、エレうた!ワイド（NHKラジオ第1、19:20）[168]
  - 京本政樹のラジとばっ!年末スペシャル(ニッポン放送、20:00。出演：柳沢慎吾)[99]
  - “名曲のたのしみ” 最終回スペシャル(NHK-FM、24:20)
  - 成瀬心美のもうすぐオトナ時間年末ど深夜スペシャル （TBSラジオ、26:30。出演:斉藤哲也、髭男爵山田ルイ53世）
- 12月30日
  - 歌の日曜散歩年末スペシャル(NNHKラジオ第1、8:05。司会：鎌田正幸、坪郷佳英子)
  - みんなの競馬ジョッキー大集合!忘年会スペシャル（MBSラジオ、13:00。出演:来栖正之、中島亜由美、植田年充、福永祐一、池添謙一、酒井学、川田将雅）
- 12月31日
  - すっぴん!大みそかスペシャル（NHKラジオ第1、8:00。出演：藤井彩子、フィフィ、加藤紀子、ダイアモンド☆ユカイ、中島さなえ、高橋源一郎）
  - 田口壮の2012スポーツ“壮”決算（MBSラジオ、10:30。出演:田口壮、テンダラー、鳥居睦子、MBSスポーツアナウンサー他）[129]
  - ミュージックギフト 〜音楽・地球号〜スペシャル私の人生（ストーリー）今日までそしてこれから（文化放送、11:00）
  - ファイターズDEナイト!2012 FINAL(HBCラジオ、12:00。出演:斉藤こずゑ)
  - 2012 Anniversary 大晦日っ!MONDAY GOES ON!（JFN、13:00。DJ:斉藤リョーツ、藤井悠）[169]
  - KEIYOGINKO GRAND COUNTDOWN JAPAN HOT HOT 100(bayfm、13:00。出演:GLAY。DJ:バッキー木場)
  - ミュージック・サプリ 年末スペシャル(ABSラジオ、13:00。DJ:清家康広)
  - 年越しラジオマンジャック(NHK-FM、14:00)
  - 報道するラジオ〜来年の話をしよう鬼が笑う年末スペシャル2012（MBSラジオ、14:00。出演:水野晶子、上田崇順、千葉猛、近藤勝重、平野幸夫 他）[129]
  - 2012年 年末スペシャル ごくじょうラジオが伝えた、東日本大震災の、いま(ABSラジオ、14:00)
  - ふるさと＆つながるラジオ 大みそかスペシャル(NHKラジオ第1、14:05。出演:柿沼郭、柴原紅、山崎まゆみ、夏菜、風間俊介)
  - サウンドトラベル 年末スペシャル(ニッポン放送、16:30) [99]
  - 千原ジュニアのRPM Go! Go!年末SPECIAL（ニッポン放送、17:00）[99]
  - 亀山つとむのかめ友 Sports Man Day〜年末番外編〜同級生DE忘年会スペシャル!(MBSラジオ、18:00 / 20:00。出演:亀山つとむ、亀井希生アナウンサー、斎藤隆、田口壮、片岡篤史)[129]
  - 大晦日はどねぇすりゃあ（山陽放送ラジオ、20:00。出演:江西あきよし）江西あきよしの今夜はどねぇすりゃあ
  - Music Delivery BANBAN RADIO!スペシャル!(HBCラジオ、19:00。DJ:高島保)
  - MBSうたぐみ Smile×Songsゆく年くる年スペシャル(MBSラジオ、20:00。出演:立花理香、福島暢啓、前田阿希子、鈴木健太、小泉エリ、斎藤裕美)[129]
  - T.M.Revolution 西川貴教のちょこっとナイトニッポン〜大みそ日スペシャル（ニッポン放送、20:50）[99]
  - F.C.オフサイドトークSP(ABCラジオ、20:50)
  - STVラジオ ミュージックSPブレイクスカウター大晦日SP(21:00)
  - 吉田尚記 Connect to you 公開録音スペシャル(ニッポン放送、21:30) [99]
  - AGESカウントダウンスペシャル SILVAの ひとりで年は越せナイト(ニッポン放送、22:30)[99]
  - アキトム年越しスペシャル!!〜つながれカウントダウン2013〜(HBCラジオ、23:30。DJ:小橋アキ、大森俊治)

### イベント関連
- 1月1日
  - 大友直人音楽の力 ニューイヤースペシャル（アール・エフ・ラジオ日本、24:00。出演:大友直人、近藤誠一、盛中国、瀬田裕子、中村紘子、加山雄三）
  - HAPPY SUNRISE 2012 〜そらの初日の出@T38〜（FM NORTH WAVE、6:00。DJ:片岡香澄）[170]
  - ウィーン・フィル・ニューイヤーコンサート2012（NHK-FM、19:15）[54]
- 1月3日
  - フォークビレッジコンサート 再会〜あの歌に会いたい〜（ニッポン放送、14:00。DJ:くり万太郎）[57]
  - 第55回NHKニューイヤー・オペラ・コンサート（NHK-FM、19:00）[54]
- 1月8日
  - 第62回全日本学生音楽コンクール全国大会（NHK-FM、14:00）[54]
  - SDDこどもメールコンクール アワードセレモニー 〜飲酒運転で悲しむ人を無くすために〜 supported by アクテリオン ファーマシューティカルズ ジャパン (AIR-G'、20:00。DJ:高山秀毅)
- 1月9日
  - HOKKAIDO WINTER CATALOG（AIR-G'、11:30。DJ:DAIGO、鈴木彩可 / 出演:箕輪直人、林唯衣）
- 1月23日〜28日 - 朝日放送創立60周年記念 上方落語をきく会（ABCラジオ、19:00（23-27日）、12:30（28日））
- 2月7日 - 防災から始まる地域の連携 〜TOKYO商店街に出来ること（文化放送、20:00。P:古沢真紀）
- 2月11日
  - GO!GO!ほたるまち〜土曜の午後の恋人に〜（ABCラジオ、13:30。スタジオMC:芦沢誠 / 出演:鈴木雅之、河口恭吾、近藤夏子、つじあやの、上田剛彦、堀友理子）[28]
- 2月18日 - 長久手市市制施行記念 長久手歌謡祭(CBCラジオ、19:00。出演：伍代夏子、キム・ヨンジャ、谷本知美、梓夕子。司会：戸井康成)
- 2月19日 - アピタ・ピアゴpresents 笑いまSHOW2012(CBCラジオ、19:00。出演：バッファロー吾郎、中川家、アジアン、銀シャリ。司会：石井亮次、柳沢彩美)
- 2月19日、3月18日 - 柴咲コウ Special nekou's life（AIR-G'、20:00[注 5]）
- 2月19日 - SDDメールコンクール supported by アクテリオン ファーマシューティカルズ ジャパン（FM OSAKA、18:00。大阪城ホール。出演:STARDUST REVUE、TRF、渡辺美里、TUBE、ゆず、TRIPLANE、AAA、かりゆし58、ナオト・インティライミ。司会:小倉智昭）[171][注 5]
- 3月3日 - ダイワハウススペシャル 地球ゴージャス「海盗セブン」7つの秘密（TBSラジオ、18:00[注 10]。出演:岸谷五朗、寺脇康文 / 三浦春馬 / 堀井美香）[172]
- 3月4日 - 横山剣 Special Talk〜ITALIAN GARDEN〜 in 札幌モーターショー2012（AIR-G'、20:00[注 5]。DJ:北川久仁子）
- 3月11日 - 特別番組・東日本大震災復興支援公演「日本の祈り・歌舞音曲で綴る日本の心の原風景」（アール・エフ・ラジオ日本、22:00。総合司会:宝田明）
- 3月17日 - 尾張名古屋は猫で持つ!? 〜2012春・期待のガールズ大集合〜 (CBCラジオ、17:00。司会:バニラビーンズ、永岡歩 / 出演:でんぱ組.inc、東京女子流、Dorothy Little Happy、ぱすぽ☆、アイドル教室)[173]
- 3月18日
  - 全国民放FM&KDDI present MEET THE MUSIC LIVE with 福山雅治（民放FM全52局、19:00。DJ:小林克也 / 出演:福山雅治）[5]
- 3月20日
  - 第31回毎日カルチャースペシャル 奈良公園・高畑の道ラジオウォーク（MBSラジオ、10:30。出演：ばんばひろふみ、やなわらばー、遠山奬志、亀山つとむ 他）[174]
  - 流山おおたかの森 S・C 5th Anniversary K・WEST ENTAME GENERATION SPECIAL（bayfm、16:00。DJ:片岡信和、上々軍団、氏家拓朗、タイムマシーン3号、山口美沙、福田麻衣。出演：GUEST、中澤裕子、BREATHE、岡本真夜、城田優、サーターアンダギー、スマイレージ）[175]
- 3月20日 - TOKYO FM & JFN present EARTH×HEART LIVE 2012 SPECIAL（TOKYO FM(JFN)、18:00。出演:坂本美雨）[176]
  - 4月1日 - 4月22日、Road to EARTH × HEART LIVE 2012（TOKYO FM、日曜13:00）全4回
  - 4月22日 - 特別番組『Earth×HEART Live 2012』（JFN、19:00）
- 3月25日
  - 2012 日本原燃 ふれあいコンサート（青森放送、16:00）
  - 東日本大震災支援 メモリアルコンサート 〜宝塚から愛をこめて〜（ふくしまFM、19:00。出演:愛華みれ、水夏希、大鳥れい、白羽ゆり、福島県立磐城高校合唱部、矢野真未）
  - バクマン。ラジオ（NHKラジオ第1、19:20。DJ:阿部敦、日野聡。出演：日高里菜、ヒャダイン）[177]
- 4月1日
  - 文化放送開局60周年記念番組『立川志の輔 in よみうりホール』（文化放送、19:00）
  - 東京ディズニーシー presents SPRING DREAM（TOKYO FM、19:00。P:皆藤愛子）[178]
- 4月29日 - ようこそラジオパークへ〜『THE ラジオパークin 日比谷 2012〜緑と、家族と、音楽と〜』（ニッポン放送、9:00。P:上柳昌彦、新保友映、G:アルマカミニイト、他）
- 4月30日
  - ニッポン放送ホリデースペシャル『THE ラジオパークin 日比谷 2012〜緑と、家族と、音楽と〜』（ニッポン放送、13:00。P:くり万太郎、箱崎みどり）
  - ユアエルム presents RADIO SURPRISE!! SPRING FESTIVAL(bayfm、13:00。DJ:門脇知子)[179]
- 4月30日 - ラジオをプロデュース! これがイケラジ!!（NHKラジオ第1、14:05。。出演:八嶋智人、置鮎龍太郎、浅野真澄。司会:小松弘司）
  - 12月24日 - ラジプロ ラジオをプロデュース（NHKラジオ第1、16:05。出演:9nine、インパルス。司会:春香クリスティーン、中倉隆道）
- 5月5日 - CBC歌謡祭 in セントレア（CBCラジオ、21:00。P:戸井康成、澤朋宏、永岡歩）
- 5月15日 - マルハンドリームカップ開幕直前インフォメーション（TBSラジオ、21:55。P:斉藤リョーツ、白井京子）
- 6月18日 - 歌を絆に、東北希望コンサート（TBSラジオ、18:30。P:INSPi、佐藤渚）[180]
- 7月1日 - ニッポン放送 吉田尚記のアニメパーティ2012（ニッポン放送、20:00）[181]
- 7月16日 - Run Beat!!〜Run With Radio〜（NHK FM、7:20）[182]
- 9月1日 - SKE48 1+1は2じゃないよ!3じゃないよ!公開録音!夏だからってバテてる場合じゃないよ!夏＋夏＋夏は!お祭りだぜぇぇぇぇぇぇ!!!(東海ラジオ、土曜日16:00。DJ: 大矢真那、加藤るみ、木下有希子、須田亜香里、中西優香、平松可奈子、松井玲奈、鬼頭桃菜、井口栞里、梅本まどか、金子栞、柴田阿弥、原望奈美、山下ゆかり、内山命、斉藤真木子〔いずれもSKE48〕 / 松原敬生)[183]
- 9月17日
  - ヒコーキ・ラジオ NHK001便(NHKラジオ第1、14:05。DJ:小泉エリ、和田光太郎 / 出演：博多大吉、パラダイス山元、秋本俊二)[184]
  - 重ねドルチェ presents sweet on sweet(TOKYO FM、15:00。DJ:MISATO / 出演：土岐麻子、植村花菜、ユージ) 雪印メグミルク[185][186]
- 9月22日 - FM-FUJI HOLIDAY SPECIAL MUSIC PARADE in 富士急ハイランド（12:00。MC：鈴木ダイ / ゲスト：palet、BREATHE、吉木りさ）[187]
- 10月1日 - 北海道ベジタブル・大地のチカラ〜ホクレン大収穫祭フェア〜（AIR-G'、9:00。DJ:千葉ひろみ）
- 10月8日 - SMART! JRA presents FEEL THE FIELD〜馬駆音祭スペシャル(TOKYO FM、14:00。DJ:鈴木紗理奈、藤丸由華)[188]
- 10月14日
  - 唄う鉄道芸人 with 鉄道MEN 近畿編(NHKラジオ第1、15:05。DJ:ぐんきち)[189]
  - カシオ『Privia』Presents Everyday Piano(TOKYO FM、19:00[190]。出演：天平、松井咲子〔AKB48〕。司会:浅利そのみ)[注 13][191]
  - ユーミン ミュージックBOX〜8月31日 夏休み最後の日〜（ニッポン放送、20:00[注 2]。DJ:上柳昌彦）[192]
- 11月18日 - MUSICHOUSE PRESENTS KARAOKE AWARDS 2012（AIR-G'、19:00[注 5]。出演:前田幸、BEATSICK.JP）[193]
- 11月23日
  1. 日本作曲家協会創立55周年記念音楽祭(ニッポン放送、12:00。出演:五木ひろし、冠二郎、島津悦子、長保有紀、竹川美子、秋元順子、市川たかし、市川由紀乃、小桜舞子、はやぶさ、松川未樹、みやさと奏、山本みゆき)[194]
  2. TOYOTA presents ゆうきのつばさ2012（ニッポン放送、14:00。出演:細川佳代子、松野明美・田口麻紀子、飯田圭織、高橋愛、新垣里沙。司会:兵藤ゆき)[195]
  3. bayfm meets AKB48 7th Stage 〜1831〜(bayfm、16:00。出演:AKB48、秋元康、野呂佳代。DJ: 門脇知子)[196]
- 11月23日、11月24日 - 三菱商事 presents FM FESTIVAL 2012 未来授業〜明日の日本人たちへ〜「世界の中のニッポン〜自らの立ち位置の確認〜」 (JFN、11月23日15:00、11月24日22:00。出演:福岡伸一、小山薫堂、養老孟司、ロバート・キャンベル / 司会:茂木健一郎)
- 12月24日 - 25日、第38回ラジオ・チャリティー・ミュージックソン（ニッポン放送、12:00。P:大竹しのぶ）[26]
- 12月25日 - RED RIBBON LIVE 2012(TBSラジオ、18:00。出演：今井絵理子、押尾コータロー、TERU、宮崎奈穂子 / 篠原冴実、永作あいり、瑠川リナ / 加藤鷹、古賀シュウ、こにわ / Gota、TAKACHA、Chie、YANAGIMAN。司会：山本シュウ、田中みな実)[197]
- 12月29日
  - 夢の第九コンサート2012 supported by SUZUKI(TOKYO FM、22:00。指揮：西本智実。演奏：日本フィルハーモニー交響楽団)
  - ヨコハマから届けよう ジャズの元気2012〜東日本大震災被災地応援ジャズライブ〜(NHK-FM、14:00)
- 12月31日
  - AKITAアニソン大運動会FINAL(NHK-FM、9:00。しゅつえん：影山ヒロノブ、栗林みな実、小松未可子、近藤隆、佐咲紗花。司会:渡辺健太)[198]
  - afterglow COUNTDOWN 2012-2013（FM NORTH WAVE、23:00。出演:潮音、JiLL-Decoy association、工藤拓人、米澤早那、佐藤広大）

### ラジオドラマ
- 3月20日 - TBSラジオ開局60周年 一般社団法人 映像実演権利者合同機構設立10周年記念 ドラマスペシャル「下町ロケット」（18:00[注 10]。出演:風間杜夫、橋爪功、平淑恵、渡辺徹、益岡徹、他）[199]
- 5月4日、11月23日 - 劇ラヂ!ライブ（NHKラジオ第1、〔 5月4日〕19:20、〔11月23日〕18:05。出演:中川晃教、南沢奈央、新垣里沙〔モーニング娘。〕、小松彩夏、仲谷明香〔AKB48〕、片桐仁〔ラーメンズ〕、平野正人、浅沼晋太郎、伊瀬茉莉也、日高里菜、佐藤奏美、浅野真澄、森谷ふみ、近藤隆、平田広明 / 河井青葉、秦佐和子〔SKE48〕、永井一郎、平野正人、鈴木裕樹、甲本雅裕、川田紳司、小林ゆう、小林真奈〔キャナァーリ倶楽部〕、中谷竜、阪田マサノブ、他）[200]
- 5月15日 - TBS・講談社第3回ドラマ原作大賞受賞作『猫弁』（TBSラジオ、21:00。出演:田口浩正、白羽ゆり、他）
- 5月28日 - 元禄・なにわの杜若（ABCラジオ、20:00。出演：安田美沙子、他）[201]
- 11月3日 - 12月8日、6COLORS(FM802、土曜日21:30。NHK-FM、日曜日22:30。ABCラジオ、月曜日20:00。ラジオ大阪、月曜日20:30。MBSラジオ、火曜日24:30。FM OSAKA、水曜日20:30。出演：小栗旬、蒼井優 他)[202]
- 12月28日 - ニューギンpresents 年末戦国活劇 ラジオドラマ「花の慶次」-傾奇納めぞぉ〜!!（原作:原哲夫。出演：藤沢としや、桑島法子、鶴ひろみ、ウド鈴木、天野ひろゆき、松本あゆ美 他。TBSラジオ、19:00）

## 開始番組

### 2012年1月放送開始
TBSラジオ
- 1月3日開始 - 田中みな実 あったかタイム（TBSラジオ、平日〔火-金曜〕17:50）

ニッポン放送
- 1月4日開始 - EXILE NESMITHのオールナイトニッポン（水曜25:00）
- 1月9日開始 - ザ・ボイス そこまで言うか!（平日〔月-木曜〕16:00。アンカーマン:飯田浩司、コメンテーター:勝谷誠彦〔月曜日〕、角谷浩一〔火曜日〕、東国原英夫〔水曜日〕、青山繁晴〔木曜日〕）

TOKYO FM
- 1月6日開始 - APPLI THE WORLD（金曜17:30。出演:上田万由子、出演:村井智建

アール・エフ・ラジオ日本
- 1月1日開始 - 子どもたちへのメッセージ（日曜17:25。出演:浜田まさよし、水谷修、塚田昌代）[203]
- 1月7日開始
  - 名曲、思い出の宝石箱（土曜日7:35）
  - 斉藤雪乃のイチバンセン!（土曜日22:30）
  - カンムリラジオ〜ゲストが挑戦的で困ります〜（土曜日22:55）[204]
- 1月8日開始 - 中島早貴のキュートな時間（日曜日25:00）

FM NORTH WAVE
- 1月6日開始 - Ms.OOJA Friday PANTHER（金曜日22:00）

CBCラジオ
- 1月7日開始 - キラママcafe（土曜日12:30。DJ:平野裕加里）[206]
- 1月8日開始 - ローズ カフェ（日曜日12:30。DJ:三代目コロムビア・ローズ）[207]

ABCラジオ
- 1月7日開始
  - サクサク土曜日 中邨雄二です（土曜7:00。P:中邨雄二、林智美）
  - 松永貴志のミュージックファイル（土曜26:00）
- 1月8日開始 - トキメキ・KOREA（日曜9:45。P:浜平恭子）

ラジオ大阪 1314 V-STATION
- 1月3日開始
  - 堀内賢雄と寺川愛美の三国志ラジオ（火曜23:30）[209]
  - ラジオ緋色の欠片〜紅陵学院放送室〜（火曜24:00。DJ:岡野浩介）

RKBラジオ
- 1月8日開始
  - 吉田宏のオン&オフ（日曜7:20。A:池尻和佳子）
  - 内川聖一 しらしんけんNo.1（日曜17:10）

### 2012年2月放送開始
アール・エフ・ラジオ日本
- 2月3日開始 - 杉崎智介ミステリー（金曜23:30。出演:ReeSya）

MBSラジオ
- 2月4日開始 - ピン子の笑う世間に福来たる!（土曜23:30。P:泉ピン子）

ラジオ関西
- 2月5日開始 - 夢旅行〜介護タクシーがかなえます〜（日曜8:15。P:小山乃里子）

HiBiKi Radio Station
- 2月2日配信開始 - 風見学園新聞部（木曜。出演：新田恵海、宮崎羽衣、佐々木未来、桜咲千依、海保えりか）

### 2012年3月放送開始
TBSラジオ
- 3月5日開始 - キャイ〜ンのおのれっ、この・・・傾奇者がぁ〜!!（月曜21:00。出演:松本あゆ美）

アール・エフ・ラジオ日本
- 3月3日開始 - 北野まち子の艶歌最前線（土曜8:15）
- 3月4日開始 - いきいきダイアリー（日曜5:00）
- 3月6日開始 - 出口汪の平成世直し塾（火曜26:30。出演:江沢規予）

ラジオ大阪 1314 V-STATION
- 3月18日開始 - アクセル・ワールド 〜加速するラジオ〜（日曜21:30。出演:鷲崎健、三澤紗千香）

suono dolce
- 3月4日開始 - SUNDAY SPARKLING NIGHT（日曜27:00。Nav:新保友映）

### 2012年4月放送開始
- 4月2日開始 - 山へ行こう!（北海道放送、月曜17:00。秋田放送、日曜5:15。西日本放送、土曜17:15。長崎放送、土曜5:00。出演:笹原芳樹〔カモシカスポーツ〕、中村恭子）[210]
- 4月6日開始 - レイザーラモンRGのあるあるミュージックショー（高知放送、金曜23:30。山梨放送、日曜21:15）[211]
- 4月7日開始 - YK型のジッパーを下ろして（北陸放送、福井放送、西日本放送 / 土曜16:00）[212]
- 渡辺真知子〜恋の予感?
- 森永卓郎ジャーナル

NHKラジオ第1放送
- 4月2日開始 - すっぴん!（平日〔月曜 - 金曜〕8:00。DJ:藤井彩子）
- 4月7日開始 - wktkラヂオ学園（土曜21:05、日曜21:05。DJ:中倉隆道）

NHKラジオ第2放送
- 4月2日開始
  - 英会話タイムトライアル（平日〔月 - 金曜〕8:30）
  - レベルアップ中国語（平日〔月 - 金曜〕10:30）
  - レベルアップハングル講座（平日〔月 - 金曜〕10:45）
- 4月7日開始 - 中国語"日本ジャーナル"（土曜・日曜15:45）
- 4月8日開始 - バリバラR（日曜日8:00。DJ：はるな愛）[214]

NHK-FM放送
- 4月2日開始 - 音楽遊覧飛行（平日〔月 - 木曜〕9:20。DJ:榊原広子、吉村喜彦、サラーム海上、中川安奈から週替わりで1名）[216]
- 4月6日開始
  - オペラ・ファンタスティカ（金曜14:00。出演:奥田佳道、堀内修、吉村溪、他）
  - DJクラシック（金曜21:10[217]。出演:錦織健・水落幸子〔第1週〕、小林十市〔第2週〕、清水和音・花澄〔第3週〕、茂木大輔、岡本由季〔第4週〕）
- 4月8日開始
  - きらクラ!（日曜日14:00。DJ:ふかわりょう、遠藤真理）[218]
  - 洋楽80'sファン倶楽部（日曜16:00。DJ:シャーリー富岡）洋楽倶楽部80'sのラジオ版
  - ミューズノート（日曜17:00。DJ:島袋寛子）
  - ブラボー!オーケストラ（日曜日19:20）
  - リサイタル・ノヴァ（日曜日20:20。DJ:本田聖嗣）
- 4月24日開始 - くるり電波（最終火曜23:00。DJ:くるり）

TBSラジオ
- 4月2日開始
  - たまむすび（平日〔月 - 金曜〕13:00。P:赤江珠緒〔月 - 木曜〕、小林悠〔金曜日〕、出演:ビビる大木〔月曜日〕、山里亮太〔火曜日〕、博多大吉〔水曜日〕、ピエール瀧〔木曜日〕、玉袋筋太郎〔金曜日〕、他）[8]
  - LINDA!〜今夜はあなたをねらい撃ち〜（平日〔月曜 - 金曜日〕24:00。DJ:柴田英嗣〔アンタッチャブル〕）
- 4月8日開始
  - 由紀さおり 笑顔のなかで（日曜日12:00）
  - 原田夏希 宴もたけなわではございますが（日曜日17:30。出演:山本匠晃）

文化放送
- 4月2日開始
  - 高田純次 毎日がパラダイス（平日〔月 - 金曜〕17:31頃。P:高田純次、河合美智子）リニューアル改題に伴う帯番組化
  - 川島なお美 ミセスDJ ラ・ラ・ララン♪（月曜18:30）
  - JAMIL Be the World（月曜21:30）
  - 日高里菜の王道☆ラジオ（レコメン!内、月曜日23:30頃）[221]
- 4月6日開始
  - 広橋涼・相沢舞のShining Radio!（金曜日25:00。出演:広橋涼・相沢舞）
  - 豊永利行・内山昂輝の週刊サウンドウィング 〜音羽編集部〜（金曜日25:30）
  - Super a-hour（金曜日26:00。P:生天目仁美、中原麻衣、ayami、福原香織）リニューアル改題
- 4月7日開始 - 大きなツリーの木の下で〜from TOKYO SKYTREE TOWN ® STUDIO（土曜日17:00。DJ:大島麻衣）[222]
- 4月8日開始
  - 川中美幸 人・うた・心（日曜日4:30）単独番組化
  - 大垣尚司と残間里江子の大人ファンクラブ（日曜日9:30）単独番組化
  - 鎌田實×村上信夫 日曜はがんばらない（日曜日10:00）

ニッポン放送
- 4月2日開始
  - 渡部陽一 勇気のラジオ（月曜日18:00。A:花田景子）
  - 中山秀征の有楽町で逢いまSHOW（月曜日19:30。DJ:中山秀征、増田みのり）
  - オールナイトニッポン0(ZERO)（平日〔月 - 金曜〕27:00）[9]
- 4月3日開始 - 久保ミツロウ・能町みね子のオールナイトニッポン 0(ZERO)（火曜27:00）
- 4月6日開始 - 剛力彩芽 スマイル S2 スマイル（金曜日24:00）[224]
- 4月7日開始
  - 辛坊治郎ズーム そこまで言うか!（土曜日13:00。出演:増田みのり、飯田浩司）
  - 渡邉美樹 5年後の夢を語ろう!（土曜日15:00）
- 4月8日開始
  - くり万太郎 早起きサンデー有楽町（日曜日5:00）
  - 夏目三久 夏目三久 Tokyo♥ナビゲッチュ〜!（日曜日12:00）[225]
  - ネットワーク探偵団（日曜 18:50。出演：山本剛士）
  - ももいろクローバーZ ももクロくらぶ xoxo（日曜日22:00）

suono dolce
- 4月6日開始 - Cafe Dejeuner（金曜日12:00。DJ:犬伏まり）

TOKYO FM
- 4月1日開始 - キリンビバレッジ presents HAPPY & SMILE（日曜日11:55）
- 4月2日開始 - SUZUKI presents KAT-TUN田口淳之介のTAG-TUNE DRIVING（平日〔月 - 金曜〕21:45）[226]
- 4月16日開始 - 第一生命 武井咲「今日の一句」（平日〔月 - 金曜〕8:09）

JFN
- 4月7日開始
  - FM深夜バラエティー wktkの枠（土曜日0:00。DJ:百花繚乱 他）[227]
  - TOKYO No.1 カワイイラジオ（土曜日27:30。DJ:櫻井孝昌、上坂すみれ）

J-WAVE
- 4月2日開始 - Force Club READING FOR YOUR HEART （平日〔月 - 金曜〕21:50。DJ:秀島史香）
- 4月7日開始
  - DOCOMO SOUNDS OF STORY〜ASADA JIRO LIBRARY〜(土曜20:00)
  - THE PLAYERS（土曜21:00。DJ:小曽根真、毎月最終週のみマンスリーナビ）ASAHI BEER OZ MEETS JAZZ を改題
- 4月8日開始 - YOUR WAVE MAKES THE WORLD (日曜20:00。DJ:レイチェル・チャン)

HBCラジオ
- 4月8日開始
  - 関博紀のブルース&ソウルRadio（日曜8:00）
  - 真夜中のあすぴりん（日曜25:20）

STVラジオ
- 4月8日開始
  - ちょっと暮らし北海道（日曜日 7:30。出演：大山慎介〔北海道庁〕、奈良愛美）みんなの北海道を自社製作化[228]
  - 函館発!恭子のスーパーステーション（日曜日8:00。DJ:藤本恭子）函館放送局以外ネット開始
  - 女子会ラジオ（日曜18:30。DJ:辻田沙織、伊藤沙菜、大西暁子、三好絵梨香）

FM NORTH WAVE
- 4月1日開始
  - Precious!（日曜日11:00。DJ:鹿島千穂）
  - 福居良のメロウ・ドリーム（日曜日22:00。DJ:福居良、森ルナ）
- 4月3日開始 - Change Clothes（火曜日23:30。DJ:Jazadocment、Mister Bee a.k.a. BIJYU）
- 4月5日開始 - RADIO SAPPORO MUSIC NAKED（木曜日22:00。DJ:橋場了吾）[229]

FM AKITA
- 4月2日 - MUSIC SHARE（月曜19:00）
- 4月4日 - シャバコラ錦ウェンズデー（水曜18:25）単独番組化
- 4月6日 - 気分屋食堂(金曜13:30)

茨城放送
- 4月8日開始

  - NEXT（日曜日20:00。DJ:柴田明子、木村仁美）

NACK5
- 4月1日開始
  - CARLIFE & MOBILITY（「SUNDAY BIRDS」内、日曜日8:30。P:中島秀之）
  - 東京女子流〜ひめスタ*〜（日曜日20:00。出演:新井ひとみ、庄司芽生〔東京女子流〕）
- 4月2日開始 - Beautiful Songs〜こころの歌〜（平日〔月曜日 - 木曜日〕12:50。DJ:長谷川雄啓）
- 4月5日開始 - 明日はきっとハレルヤ（木曜日23:00。DJ:大澤誉志幸）
- 4月6日開始 - 三四六 NUTS5（金曜日24:30。DJ:松山三四六）
- 4月7日開始 - ダイアモンド☆ユカイ Helloサムシング!（土曜日22:30）

bay fm
- 4月1日開始 - 博全社 Precious Story〜心をつなぐ物語〜（日曜日16:36。DJ: 西本淑子）[230]

InterFM
- 4月2日開始
  - CATCH UP!（平日〔月 - 金曜〕7:00。DJ: 柳井麻希）
  - Midday Magic（平日〔月 - 金曜〕9:30。DJ: Vance K）
  - LHR -London Hit Radio-（平日〔月 - 金曜〕11:30。DJ: ガイ・ペリマン、加藤円夏）
  - RADIO DISCO（平日〔月 - 金曜〕13:30。DJ: DJ OSSHY、亀井佐代子）
  - 6 O'Clock YATSURA（平日〔月 - 金曜〕 18:00。DJ: ジョージ・ウイリアムス、古川タロヲ、マイク・ロジャース）
  - YOUNG BLOOD（平日〔月 - 金曜〕21:00。DJ:〔月 - 木曜〕 DJ HERI、〔金〕ユージ）
  - 丸屋九兵衛のモンゴリアン・デスロック（月曜 23:00。出演:梅小鉢 高田紗千子）
  - 50/50（月曜日 23:30。DJ: 髙田延彦）
  - 神宮前CENTER BUILDING（月曜 25:00。DJ: 辻本好二）
- 4月7日
  - iHeart Hawaii（土曜 8:00。DJ: 南美布 / Kathy with a K）
  - SATURDAY DRIVING BREEZE（土曜 11:00。DJ: Michael Rivas、仲間リサ）
  - SATURDAY SOUND STUDIO（土曜 19:00。DJ: 岡村有里子）
  - 4月8日開始 - LOOKING FORWARD（日曜 15:00。DJ: カマサミ・コング）

アール・エフ・ラジオ日本
- 4月1日開始 - 近藤誠一 文化のちから（日曜日7:45）
- 4月2日開始
  - 月6音楽団（月曜日18:00）
  - 川瀬泰雄のオトナジカン（月曜日21:30）
- 4月7日開始[232]
  - モーニング娘。のモーニング女学院〜放課後ミーティング〜（土曜日24:30。DJ:譜久村聖、生田衣梨奈、鞘師里保、鈴木香音、飯窪春菜、石田亜佑美、佐藤優樹、工藤遥の中から数名）
  - SUPER☆GiRLS宮﨑理奈のナイスみやり!（土曜日25:30）
  - J-POP1422（土曜日26:30。DJ:佐倉薫）
- 4月8日開始 - 松永二三男の夕ラジ（ナイター中継のない日曜日17:55）

FM yokohama 84.2
- 4月1日開始 - Gift From The Earth’（日曜6:00。DJ:高樹千佳子）[233]

FM-FUJI
- 4月1日開始
  - 福島和可菜のLET'S GO!GO OUT SUNDAY!!（日曜9:00）
  - HASTORY（日曜15:40。DJ:MAA、末延麻裕子）
- 4月2日開始 - Yes!Morning（平日〔月 - 金曜〕6:00。DJ:桧垣理奈〔月・火〕、浅利そのみ〔水〕、森雄一〔木・金〕）
- 4月5日開始 - Radio Mame-Hico NEW（木曜25:15。DJ:井川啓央、石田達士）
- 4月6日開始
  - WOTA倶楽部（金曜21:00。DJ：やさしい雨、市道真央）
  - セルティ HUMAN CONNECTION（金曜24:30。DJ:美崎悠）

CBCラジオ
- 4月2日開始
  - 北野誠のズバリ!（平日〔月 - 金曜〕13:00。出演:夏目みな美〔月曜〕、青木まな〔火・水曜〕、氏田朋子〔木・金曜〕、原武之〔金曜〕）
  - 0時のつぶやき（月曜 - 土曜24:00。出演:永岡歩他）[236]
- 4月7日開始
  - ザ・土曜天国（土曜12:30。DJ:平野裕加里、永岡歩）
  - 電磁マシマシ（土曜21:00）
- 4月8日開始 - 新栄トークジャンボリー 小堀勝啓のお気楽パラダイス（日曜9:00）

東海ラジオ
- 4月2日開始 - 原光隆 ニュースファイル（月曜日20:00）

新潟放送
- 4月2日開始 - はや・すた（平日〔月 - 金曜〕7:00。DJ:〔月 - 木曜〕小尾浩子 / 〔金曜〕小野沢裕子）Morning Cafeの改題リニューアル

ぎふチャン
- 4月1日開始 - あなたに感謝!渕上雅代のいいひと日和（日曜日9:00）
- 4月6日開始 - DYFやるっきゃ!ナイト1431（金曜24:00。DJ：廣瀬進二）
- 4月7日開始 - マーサトイチョイミュージック（土曜16:30。DJ：戸井康成、都築あこ）

北日本放送
- 4月7日開始 - 佐藤総合研究所（土曜日16:00。DJ:佐藤栄治）

北陸放送
- 4月2日開始 - ムフフサンセット（月曜日18:30）
- 4月7日開始
  - 石川公美のおしゃべりクラシック♪（土曜日7:40）
  - モリラジ!（土曜日8:30。DJ:須田健太郎、上坂典子）好キっと土曜日!を改題リニューアル
  - 有限会社タニカワ旅行社（土曜日21:00。役員:森川和重〔日本旅行TiS金沢支店〕、谷川恵一）[239]

福井放送
- 4月2日開始
  - 過払い金ナルホド法律相談（月曜日11:55）
  - ASIAN WAVE（月曜日20:00）
  - こころのラジオ（月曜日21:30）

ABCラジオ
- 4月2日開始 - 征平・あさおのどすこいラジオ（平日〔月曜 - 金曜日〕17:00。P:桑原征平、高野あさお）

MBSラジオ
- 4月8日開始
  - 上田義朗のベトナム元気!（日曜日6:30。出演:高井美紀）
  - 京都いちばん!（日曜日7:30。DJ:亀井希生）

ラジオ大阪
- 4月3日開始 - 新田晃也 唄人だより（火曜日17:45。出演:落水七重）
- 4月5日開始 - マドンナプレゼンツ!ロバート秋山のお義母さんといっしょ!（木曜日24:30。出演:翔田千里）
- 4月7日開始
  - 里見まさとのおおきに!サタデー（土曜日7:30。DJ:里見まさと）
  - だんじりラジオで寄り合い（土曜日14:15。出演:IKECHAN）
  - 一生ポリケロ（土曜日24:30。出演:あかほりさとる、水谷優子）ポリケロこんじゃくから改題
- 4月8日開始
  - 立ちあがれ!僕らのヴァンガードサンデー（日曜20:30。P:代永翼、佐藤拓也）
  - アニソングトレイン（日曜日22:30。DJ:稲葉さゆり）

FM OSAKA
- 4月2日開始 - OSAKA MORNING VIEW（平日〔月曜 – 木曜日〕8:20。DJ:鈴木しょう治）
- 4月7日開始
  - Feel “GREEN”（土曜日19:00。DJ:KOJI）
  - TENGA Presents Midnight World Cafe 〜TENGA茶屋〜（土曜日25:30。P:ケンドーコバヤシ）[240]

FM802
- 4月1日開始 - WEEKEND FOR-REST（土・日5:00。DJ:平野聡）
- 4月2日開始
  - DASH FIVE!（平日〔月 - 金曜〕5:00。DJ:竹内琢也）
  - 802 MUSIC PLANET（月 – 土曜24:00）※レーベル枠新設
    - FUNKY VIBRATION（火曜。DJ:西田新）
    - brianstorm（水曜。DJ:吉村昌広）
- 4月6日開始
  - BRIGHT MORNING（金曜日6:00。DJ:山添まり）
  - Jungle-Juice（金曜日18:00。DJ:落合健太郎）
  - BEEEEP RADIO!（金曜日21:00。DJ:西田新）

ラジオ関西
- 4月1日開始 - ラジオ関西開局60周年記念番組『おもしろひょうご楽』（日曜日9:30。出演:山崎整、池田奈月）
- 4月2日開始 - 桂春蝶のバタフライエフェクト（月曜・火曜9:00。出演:野上マヤ）
- 4月7日開始
  - あふぃ☆ラジ〜魔法学院特別授業（土曜日24:30。出演:ルイズ、クルミ〔アフィリア・サーガ・イースト〕）
  - キングレコードPresents Radio キタエリあっ!（土曜日25:00。出演:喜多村英梨）
  - まじポン!（土曜日26:00。出演:間島淳司・菅沼久義）

α-station
- 4月7日 - grram street（土曜日23:00。DJ:久川実津紀）

和歌山放送
- 4月2日開始
  - グッデイ!（平日〔月 - 金曜〕6:40。出演:中川智美、笠野衣美、阿部奈緒美）
  - 情報ワイド きい☆ハンター（平日〔月 - 金曜〕9:00。出演:小林睦郎、中川智美、赤井ゆかり）
  - つながるワイド（平日〔月 - 金曜〕12:50）
  - 和歌山ライブ 夕方わくわく（平日〔月 - 金曜〕16:40。出演:寺門秀介、川井淳史）

RSKラジオ
- 4月6日開始 - 新感覚お仕事バラエティ よいしょ!（金曜日16:00。出演:榎崎朱子、坂俊介）

中国放送
- 4月2日開始 - 日々感謝。ヒビカン（平日〔月 - 金曜〕12:00。P:青山高治、A:田口麻衣、岡佳奈）

FM広島
- 4月2日開始 - THE 男道（平日〔月 - 木曜〕11:30。DJ:貢藤十六〔月・水曜〕、庄司悟〔火・木曜〕）
- 4月7日開始 - Honda Cars 広島 presents Chat & Drive（土曜日12:00。DJ:庄司悟）
- 4月8日開始 - まなみのりさのサロンズヘアー★Q（日曜日16:55）

山陰放送
- 4月1日開始 - Monday Bookmark（月曜日20:00。P:山根伸志）
- 4月7日開始
  - 健康情報局（土曜日7:00）
  - サタナビ!（土曜日8:30）
  - ラジナビ!!（土曜日17:00。P:橋本航介、山根伸志）
- 4月8日開始
  - Oto Note（日曜日20:55）
- 4月28日開始 - BSSセレクション（第4土曜日17:15）

山口放送
- 4月7日開始 - 大河原あゆみの恋する☆オンガク（土曜日7:00）[243]
- 4月8日開始 - 大人のラジオバラエティ ご昭和ください（日曜日11:30。出演:山根由紀夫、高橋裕）[244]

南海放送
- 4月1日開始 - くまたまラジオ（平日〔月曜 - 木曜〕6:55。出演:〔火・水曜〕玉井昌子 / 〔木・金曜〕熊本フミ）
- 4月8日開始 - 宮崎ユウのユウコミサンデー!（日曜日16:00）

RKB毎日放送
- 4月6日開始
  - ドリンクバー凡人会議（金曜21:00 DJ:松尾宗能、渡辺裕介）
- 4月7日開始
  - HKT48のももち浜女学院（土曜23:00 P:兒玉遥、穴井千尋、ケン坊田中）
- 4月8日開始
  - 旅ラジ 出発進行!（日曜日7:15 P:茅野正昌）
  - ももち浜ラジオプレーヤーズ（日曜日12:00。DJ:米岡誠一、kaede）
  - こだわりハーフタイム（日曜日17:00。P:大野尚、A:福山智美）
- 4月開始
  - キネマの天使（月曜日21:00 P:山本真理子）

大分放送
- 4月8日開始
  - つだつよし。のココロすてきラジオ（日曜日9:30）
  - OBS TOP20（日曜日12:00。DJ:DJマーシー）
  - オトナ女子塾（日曜日14:30。DJ:海原みどり、後藤なぎさ)

南日本放送
- 4月1日開始
  - 豊平有香のママ友ネットワーク（日曜日9:00）
  - 岩﨑弘志のTEGE2ハイスクール（日曜日13:00）
  - HELLO!みちようび（日曜日15:00。出演:植田美千代他）

琉球放送
- 4月7日開始
  - シャキiサタデー（土曜日7:00。出演:菊地志乃）
    - きゃんひとみの琉球花物語（土曜日9:30）

  - KIRIN presents きりんちゅ飲みレポ!!!!（土曜日18:55）

### 2012年5月放送開始
TOKYO FM
- 5月5日 - NTTファシリティーズ presents Smart ACADEMY（土曜7:00。DJ:阿部哲子）
- 5月11日 - Hellosmile PROJECT Life is Beautiful（金曜18:00。P:今井広海）

J-WAVE
- 5月6日 - FIAT. SHARE WITH...（日曜20:00。DJ:小暮真久、浦浜アリサ）

アール・エフ・ラジオ日本
- 5月2日 - I LOVE BEAUTY（水曜26:30）

FMヨコハマ
- 5月2日 - Unfactory（水曜26:00。DJ:安齋肇、アゼミタクロー）

ラジオ大阪
- 5月2日 - プレステージナイト カラテカリ〜ナ♡（水曜24:30。DJ:カラテカ、加藤リナ）

ラジオ関西
- 5月7日 - 関西クラブ信子（DJ:マダム信子、川村幸治〔カウカウフードシステム〕、八木早希）

AIR-G'
- 5月3日 - LOVERSSOULのぐっでぐった♪（木曜20:30。DJ:CHIHIRO〔LOVERSSOUL〕）

### 2012年7月放送開始
- 松原健之・みやさと奏の音茶メロらじお（ぎふチャン、日曜15:00。南海放送、金曜日23:30）
- 井上あずみの子どもチャンネル

文化放送
- 7月1日 - 音楽旅行（日曜17:00）改題

J-WAVE
- 7月2日 - THE KINGS PLACE（平日〔月 - 木曜〕26:00）

アール・エフ・ラジオ日本
- 7月1日 - ラステルお葬式教室（日曜7:05。出演:二村祐輔）
- 7月3日
  - カロリナの恋してカーニバル（火曜22:30）
  - 9nine佐武宇綺の宇宙を綺麗にするラジオ（火曜24:30）
- 7月5日 - 角川博の木曜劇場「モクゲキ」（木曜5:10）

bayfm78
- 7月1日
  - 西田あい×SATOKENの「あいがカツ!」（日曜20:30）
  - Hyadain Station（日曜24:00。DJ:ヒャダイン）
- 7月3日 - midnight Voice（火曜25:30。DJ:KATTUN / 前田沙耶香）
- 7月4日 - 深夜喫茶マリブ（水曜25:30。DJ:タカハシコウスケ）

ABCラジオ（朝日放送）
- 7月6日 - ガチ・キン（金曜22:00。DJ:SOCO、ガチ子）

ラジオ大阪 1314 V-STATION
- 7月1日 - 小見川千明のゆるっとふわっと（日曜日24:00）[250]

HBCラジオ、FM NORTH WAVE
- 7月6日〔FM NORTH WAVE〕、7月8日〔HBCラジオ〕 - 旭川観光ナビゲート「カフェ・ド・アサヒカワ」（FM NORTH WAVE、金曜10:30。HBCラジオ、日曜8:00）

AIR-G'
- 7月7日 - 龍・W・F（土曜日26:00。DJ 龍太）

青森放送
- 7月7日 - 青森発!元気印ラジオ 梅沢富美男のシャキットするべぇ!!（土曜8:25。DJ:上明戸華恵）

### 2012年8月開始
TOKYO FM
- 8月2日 - 鷹の爪団の世界征服ラヂヲ（木曜25:00、出演:FROGMAN、鈴木あきえ）

アール・エフ・ラジオ日本
- 8月7日 - roots〜決断の瞬間〜（火曜24:00）

MBSラジオ
- 8月5日 - スピードラーニングpresents 地球時間への旅（日曜7:30、DJ:はな）

### 2012年9月開始
MUSIC BIRD cross culture チャンネル
- 9月3日 - BEST LIBRARY 20世紀音楽遺産（平日〔月-木曜〕19:00、金曜19:00、日曜13:00）
- 9月9日
  - サンデー・フォーク・スクエア（日曜日16:00。出演：わたなべヨシコ）
  - フォーク・ヴィレッジ （日曜日18:00）

### 2012年10月放送開始
- 八神純子のMUSIC TOWN
- 10月3日 - 福田彩乃 ものまね丼（HBCラジオ、水曜日17:10。信越放送、水曜日21:30）
- 10月6日 - 美馬雅世の音楽の時間割[253]（IBCラジオ、土曜 8:30。東海ラジオ放送、日曜日10:20）

TBSラジオ
- 10月6日
  - 生島ヒロシのサタデー・一直線（土曜5:05、A:橋浦多美）
  - 〜オトナのための電リクプログラム〜オト☆リク（土曜19:00、DJ:鈴木万由香）
- 10月7日 - 橋幸夫の地球楽団（日曜22:00、出演:岩田まこ都）

文化放送 A&G
- 10月5日 - 東映公認 鈴村健一・神谷浩史の仮面ラジレンジャー（金曜24:30、DJ:鈴村健一、神谷浩史）

文化放送 超!A&G+
- 10月1日 - 本気!アニラブ（平日〔月 - 金曜〕18:00。出演：〔月曜〕立花理香、〔火曜〕井澤美香子、〔水曜〕土方蓮奈、〔月曜 - 木曜〕儀武ゆう子、〔月曜 - 金曜〕小新井涼）
- 10月3日
  - 81下克上ラジオ Ole!玲央（水曜日18:30。出演：圡田玲央、橋本晃太朗）
  - 矢作・佐倉のちょっとお時間よろしいですか（水曜日23:00）
- スマイル☆シューターThe RADIO（水曜25:30。出演：明坂聡美、五十嵐裕美、井ノ上奈々、下田麻美、真堂圭、原田ひとみ、廣田詩夢）
- 10月6日 - 松永真穂の乙女★ろっく（隔週土曜 26:30）
- 10月7日 - 阿部敦・植田佳奈のガンストうぇ〜ぶ!（日曜21:00）

ニッポン放送
- 10月5日 - テリー伊藤のフライデースクープ そこまで言うか!（金曜16:00。A:箱崎みどり）

アール・エフ・ラジオ日本
- 10月1日
  - 岩瀬惠子のスマートNEWS（平日〔月 - 金曜〕6:30）
  - ミネスタ〜峰竜太のスタミナラジオ（平日〔月 - 金曜〕9:00。出演:吉見由香） [258]
  - ヨコハマ・ラジアンヌスタイル（平日〔月 - 木曜〕12:00。出演:〔火曜、水曜〕安田佑子 / 〔木曜、金曜〕野口綾子）
  - オフもわいわい!ジャイアンツナイター（平日〔火 - 木曜〕18:00。出演:〔火曜〕内藤博之、くず哲也、〔水曜〕 小林幸明、青春ダーツ、〔木曜〕 細渕武揚、高倉亨）

茨城放送
- 10月6日 - 土曜王国（土曜13:00。出演:バロン山崎、金井優子）
- 10月7日 - 夜はトモダチ〜MoriMori Night!〜（日曜 20:00。出演:木村仁美 / 〔毎月最終週 2部〕すいたんすいこう）

TOKYO FM
- 10月1日
  - 英語で考えTIME! supported by COCO塾（クロノス内。平日〔月 - 金曜〕6:30）
  - ミッドナイト劇場 -The Calendar Bar-（平日〔月 - 金曜〕25:55）
- 10月5日
  - スリーエフpresents天野企画（金曜16:30。出演:天野ひろゆき〔キャイ〜ン〕）
- 10月6日
  - 感じて、漢字の世界(土曜6:50。出演:山根基世)
  - 知って肝炎プロジェクト “Letter Songs”（土曜日9:50。出演:持田香織〔Every Little Thing〕）
  - TOKYO WONDERFUL Tribune（土曜12:00。出演:千野志麻）
  - 柏木由紀のYUKIRIN TIME (土曜24:00)
  - 声優塾 Presents あべながの野望 〜他力本願の変〜（土曜25:00。出演:代永翼、阿部敦）[259]
- 10月7日
  - いのちの森 voice of forest（日曜7:30。出演:高橋万里恵）
  - WORLD POD（日曜12:00。DJ:ホラン千秋）
  - ジャパモン 〜JPN47〜（日曜13:00。出演:梅田彩佳〔AKB48 / DiVA〕、小山薫堂）[260]
  - 優香のココロ・カラダ・ゲンキ（日曜20:00）
  - 入江悠の追い越し車線で失礼します driven by 三井ダイレクト損保（日曜20:30）[261]

JFN
- (LISTEN TO) THE BEAT（DJ:金澤カオル）
- Jazz Reminiscence
- RADIO NEXTRAVELER（出演:高城剛）
- スマホの歩き方（出演:DJ Roni）
- MIRACLE WORDS!（出演:前園真聖、月行大道）
- マーケの達人（出演:武田隆〔エイベック研究所〕、大村絵美）

J-WAVE
- 10月6日
  - ATELIER NOVA（土曜12:00。DJ:クリス智子）
  - MIRAIZ（土曜 24:00。DJ:冨永愛）

FM Yokohama
- 10月1日
  - tre-sen+（平日〔月曜 - 金曜〕16:30。DJ:光邦）※改題・枠移動
  - BPM2022（平日〔月曜 - 金曜〕20:00。DJ:鈴木裕介）[262]
- 10月6日 - Travelin' Light（土曜11:00。DJ: 畠山美由紀）[263]

FM-FUJI
- 10月1日 - 杉崎智介の朝ドラ（平日〔月曜 - 金曜〕5:50。出演:ReeSya）
- 10月5日
  - 小柳ゆき I'm Fun Area（金曜19:00）[265]
  - TAKUI23（金曜23:00。出演:中島卓偉）
  - ミントのアレグロ・コンブリオ（金曜23:30）
- 10月6日 - GO! GO! THE KIDDIE (土曜24:00)
- 10月7日 - 4LIFE（日曜日24:30。DJ:Mr.OUTLAW a.k.a. UCK Japanese Gangsta）

InterFM
- 10月3日 - PARS ORPHEUS（水曜21:00。DJ: 佐藤竹善）
- 10月4日 - Music Master（木曜21:00。DJ: 武部聡志 / 金子桃）

bayfm
- 10月2日 - bayfm MIDNIGHT GIRLS RADIO 絶対!美脚時代!!（火曜24:30。DJ:美脚時代）
- 10月5日
  - LIVEHOUSE COUNCIL（金曜24:30。DJ:URA、渡瀬純)
  - 夜な夜なヘンドリクス（金曜25:00。DJ:笹木ヘンドリクス）
- 10月6日 - Lip style!!（土曜22:30。DJ:能登有沙〔StylipS〕）

MBSラジオ
- 10月5日
  - 報道するラジオ（金曜21:00。出演:水野晶子 他）
  - 弁護士の放課後 ほな行こか〜(^o^)丿（MBSラジオ、金曜20:30。司会:水野晶子）
- 10月6日 - MBSサタデーボックス（土曜5:00）

KBS京都
- 10月1日 - ファミリーレストランの めちゃうま!（月曜日14:00）
- 10月2日 - 竹内弘一のズキュ〜ン♡（火曜日14:00）
- 10月3日 - 塩見祐子のごきげんよう!（水曜日14:00）
- 10月4日 - インディアンスのだって僕たちお調子者（木曜日19:30）
- 10月6日 - チキチキジョニーのブスはラジオでバレません（土曜日 21:30）

KBS京都 滋賀
- 10月5日 - しがスタ!（金曜日14:30。出演:井上さゆ梨）

ラジオ関西
- 10月2日 - ワタナベフラワー紅白ラジオ（火曜19:00）ワタナベフラワー練乳ラジオ から改題
- 10月3日
  - ジャズライブinソネ（水曜 19:00。出演:三浦紘朗）
  - ばんばひろふみ ワイン DE ワイワイ!（水曜 21:00。出演:村田聡、大西威之）
- 10月4日 - 寺谷一紀と!い・しょく・じゅう（木曜19:00。出演:トモチン）
- 10月5日 - 週刊アニたまがじん（金曜19:00。DJ:内山夕実、山本希望）
- 10月7日 - KOBerrieS♪のギュッとして!!（日曜 23:30。出演:MICCO）

HBCラジオ
- 10月6日
  - 英樹・さやかの山ガール山オヤジ(土曜6:30。出演:山崎英樹、堰八紗也佳)
  - あの街ツアーズ!!（土曜17:00。出演:石崎輝明、堰八紗也佳）

AIR-G'
- 10月3日 - 2013年3月27日EIR⇔LINE（水曜20:30。DJ:藍井エイル）
- 10月5日 - 学生情報バラエティ〜エンタク!（金曜21:30。出演:内藤聡、原田紗斗）[268]
- 10月7日 - 生活協同組合コープさっぽろ プレゼンツ スマートライフ〜あの人の話が聞きたい（日曜日7:30。出演:千葉ひろみ）

FM NORTH WAVE
- 10月1日
  - GROOVIN' MODE（平日〔月曜 - 木曜〕16:00。DJ:カツノリ）
  - Radio Culture Culture （月曜22:00。DJ:キング山田〔MEN☆SOUL〕、ケンタロック） ※Radio mole を改題・枠移動[269]

青森放送
- 10月6日
  1. 土曜 トモラジ いいね（土曜9:00。出演:夏目浩光、筋野裕子）
  2. みかのB級御当地グルめぐり!（土曜12:10。出演:中島美華）独立番組化
  3. 十日市秀悦のサタデー横丁（土曜13:00。DJ: 楠美翔子)

FM青森
- 10月1日 - 山本雅也Power of Friends（月曜日20:00）

IBC岩手放送
- 10月6日 - TOKIMEKI FEELING（土曜 20:00。DJ:村松文代）

東北放送
- 10月5日 - X-GUNの激烈!ガッテム（金曜22:00）

東海ラジオ
- 10月7日 - 松原敬生の日曜も歌謡曲（日曜15:00）

FM AICHI
- 10月1日 - コジマ薬局 GOOD MOISTURE LIFE（平日〔月曜 - 金曜〕9:23）
- 10月2日
  - 岩瀬鉄也の愛知JACK（火曜21:00）
  - MUSIC EX(火曜21:30)
- 10月6日 - ヴォーノ・イタリア 聡と秀希のおいしいラジオ（土曜12:00。出演:内藤聡、橘秀希）

ぎふチャン
- 10月1日 - 野次馬放談 ひとこと云わせて（月曜23:00。出演:高橋佳延〔日建ホームズ〕[270]、吉田早苗）

山陰放送
1. 10月6日 - 土曜亭 特盛ぶんしょうDON!（土曜日9:00。出演:板井文昭、佐藤千恵）※土曜亭らじおDON!を改題
2. 10月7日 - 橋本航介のサンデーアプリ（日曜日9:30）

南海放送
- 10月4日 - ぶっくまーく!!（木曜10:25。出演:江刺伯洋、小谷渉子）[272]
- 10月14日 - ラジオセラピー〜幸せを育む心理学〜（毎月第2日曜13:30 / 毎月第4日曜13:30 / 毎月第5日曜13:30）

RKBラジオ
- 10月9日 - よしもとRadio バリカタ!!（火曜20:00 出演:レモンティー、メガモッツ、山口玲香）
- 10月10日 - ハイタッチ!（水 - 金曜20:00 出演:山口たかし、佐藤夏希）

### 期間限定番組
- 1月1日 - 3月25日、アンニョン?（AIR-G'、日曜日7:00。DJ:前田幸）[273] 7月1日、8月19日、9月9日、11月4日はSPECIAL WAVE枠[注 5]で放送、特番化
- 1月2日 - 3月28日、深夜1時30分、ラジオの前にいる君へ（AIR-G'、月曜25:30。DJ:品川洋〔OLD〕）[274]
- 1月5日 - 3月29日、Culture Culture 〜 A.F.R.Oのアフラジ（AIR-G'、木曜20:30）[275]FM ROCK KIDSより派生単独番組化
- 1月6日 - 9月27日、ブ〜タン♥タイム（TOKYO FM、金曜日18:00。P:MISATO）
- 1月6日 - 2013年3月29日、ラジオ絶滅寸前男子（ラジオ関西アニたまどっとコム、金曜日24:00。川本成、内藤大希）[276]
- 1月1日 - 12月30日、夏木えいじの早起きサンデー（HBCラジオ、日曜日6:50）
- 1月7日 - 12月30日、しもぐち☆雅充の今夜は歌わナイト（土曜日21:12、日曜日21:00）
- 1月8日 - 4月1日、マルホン胡麻油 presents マルホンファミリー劇場（AIR-G'、日曜日12:55。脚本/演出：伊藤ゆうこ。出演:三塚洋美、高橋嶺斗、牧野龍夫）[277]
- 1月8日 - 7月29日、SHOCK THE RADIO powered by G-SHOCK(TOKYO FM、日曜日20:00。DJ:井出大介)
- 1月28日 - 3月31日、パックンマックンのJAXAのお仕事みてみよう!（KBCラジオ、土曜8:20。出演:パックンマックン）[278]
- 2月7日 - 8月7日、吉澤ひとみのスウィート・ソレイユ（NRN）ピンチヒッターによる期間限定改題放送[279]
- 4月1日 - HAWAIIAN TIME（AIR-G'、日曜日7:00。DJ:TRISHA）[280]
- 4月2日 - 9月24日、伸太郎の“A PLACE IN THE SUN”（TBSラジオ、月曜日21:50）
- 4月2日 - 9月27日、三ツ矢サイダー presents 上戸彩のスマイル部（TOKYO FM、平日〔月 - 金曜〕23:55）[281]
- 4月2日 - 2013年3月25日、和田正人と五十嵐隼士のオールナイトニッポン0(ZERO)（月曜27:00）
- 4月2日期間限定終了予定
  - 藤井孝太郎のログイン!よる☆PA（STVラジオ、月曜日21:00、土曜日21:00）
  - キネマの天使（RKBラジオ、月曜日21:00。DJ:山本真理子）
- 4月4日 - 2013年3月27日、SPYAIRのオールナイトニッポン0(ZERO)（水曜27:00）
- 4月5日 - 11月1日、新・防災マニュアル（HBCラジオ、木曜17:10）
- 4月5日 - 2013年3月28日
  - Hi-Hiのオールナイトニッポン0(ZERO)（木曜27:00）
  - まち、ひと、めぐり。北海道遺産（HBCラジオ、木曜17:00。MC:船越ゆかり）
- 4月5日 - 12月27日、ラジ☆コデ JJ（bayfm、木曜日21:30。出演：DJ TONY、三井智雅、大口智恵美）
- 4月6日 - 9月28日
  - 週刊ラジオ診療所〜旭川医大メディカルナビ〜（HBCラジオ、金曜17:00。MC:田村美香）
  - ツイテル!? （IBCラジオ、金曜 21:00。DJ:松原友希、まつみたくや、関向良子）
- 4月6日 - 12月26日、安東由美子の「木曜日の電話」（bayfm、木曜日24:30）全36回
- 4月6日 - 2013年3月30日、本村康祐と西岡隼基のオールナイトニッポン0(ZERO)（金曜27:00）
- 4月7日 - 6月30日、CORE☆キテル（fm yokohama 84.7、土曜20:00。DJ:近藤さや香）
- 4月7日 - 2013年3月30日、ラジオ新日本プロレス（土曜日26:00。DJ:清野茂樹、赤井沙希）[282]
- 4月7日 - 9月15日、GAKUYA!〜ラブリーよしもと楽屋DEトーク〜（TBCラジオ、土曜14:30）全15回
- 4月7日 - 9月29日
  - Real with Jeep（TOKYO FM、AIR-G'、土曜7:30。DJ:ユージ）全24回
  - ラジオナマステ〜ときどき古家学（和歌山放送、土曜日19:30。出演:笹本博司、ギリ・ガネーシュ / 古家学）
  - WES-LEEのタッチ!（HBCラジオ、土曜20:15）全23回
  - サクラメントのメジャーへの挑戦(FM AKITA、土曜25:00)全24回
- 4月7日 - 12月29日、LAID BACK OCEAN 夢の修理屋(土曜日24:30)全36回
- 4月7日 - 2013年6月29日、れいなたいむ（RKBラジオ、土曜日25:30。DJ:田中れいな、タイムマシーン3号）まいとたいむから改題 全72回
- 4月7日 - 2013年9月28日、土曜ミミマンボ!2（MBSラジオ、土曜日17:45。出演:ターザン山下、山本俊介、露の紫）改題
- 4月7日開始 - 終了時期未定
  - CAFE VEGAS（InterFM、土曜日 10:00。DJ: Pomai Uphouse）
  - TOKYO DANCE PARK（InterFM、土曜日14:00。DJ: MC RYU）
- 4月8日 - 9月9日、川村亜未 午前1時のシンデレラ（日曜不定期〔毎月原則第2日曜〕25:00）地上波試験放送 全6回
- 4月8日 - 12月30日、サンデービジネスフラッシュ（HBCラジオ、8:35。出演:佐藤彩 / 堰八紗也佳）
- 5月1日 - 5月29日、真夜中のbayfmでマンボウが死んでるP（BayFM、火曜24:30。DJ:タカハシヨウ、竜宮ツカサ）全4回
- 5月2日 - 6月27日、恵比寿マスカッツのRADIOもおねだりマスカット（InterFM、水曜25:00）[283]全8回
- 5月26日 - 2013年3月23日、おはよう!ひろのタイム（青森放送・ラジオ大阪、毎月土曜日第4週8:15 / 7月28日8:25）[284]
- 6月2日 - 
  - Rihwa Private#Notes（FM NORTH WAVE、土曜日11:00）[285]
  - 札幌ライブバーコネクション スパイラルトレイン（FM NORTH WAVE、土曜日18:00。DJ:sakina、バットルズQちゃん）
- 6月3日[286] - 夜中メイクが気になったから（ラジオ大阪 1314 V-STATION、日曜日22:30。DJ:たかはし智秋、上坂すみれ、寺川愛美）[287]
- 6月4日 - Music Go Round(Suono Dolce、20:00。日替わりDJ)[288]
- 6月5日 - 10月17日
  - DENGEKI 20×20（ラジオ大阪、火曜日23:30。文化放送、木曜日26:40[注 14][289]。DJ:荘口彰久）全20回
  - k*hidekiの20歳（ラジオ大阪、火曜日23:50）全20回
- 7月1日 - 7月13日、Global Music with U（InterFM、〔月 - 金曜〕17:26、〔土・日曜〕17:56。DJ：城田優）[290]
- 7月2日 - 9月28日、SHISEIDOpresents わたしにプラス〜夢をかなえるカウンセリング（TBCラジオ、11:40。出演:本間秋彦 / 小山幸恵、千葉直美、遠藤美和、丹羽涼子、MIKA）[291]
- 7月8日 - BZS1422（アール・エフ・ラジオ日本、日曜日25:00。DJ:徳永千奈美〔Berryz工房〕、熊井友理奈〔Berryz工房〕）[292]
- 7月3日 - 12月25日、アニキン30〜アニメキングまであと○○日![293]（文化放送A&G、火曜日24:00。DJ:鷲崎健、砂山けーたろー / 〔隔回〕三澤紗千香、〔隔回〕上坂すみれ / スタジオナビゲーター:有賀友利恵）
- 7月6日 - 12月28日、DANCE DRAGON(金曜日21:30。DJ:FISHBOY)
- 7月7日 - 12月22日、アニキン〜Skytree Radio（文化放送A&G、隔週土曜日13:00。DJ:鷲崎健、砂山けーたろー / 〔隔回〕三澤紗千香、〔隔回〕上坂すみれ / スタジオナビゲーター:有賀友利恵）
- 7月14日 - 9月2日
  - 木下工務店 presents The Daytime State（InterFM、13:30。DJ:〔月 - 金曜〕Ali Morizumi、〔土曜日〕Dave Fromm、〔日曜日〕 Michael Rivas）[294]
  - 木下工務店 presents The Evening State（InterFM、〔月 - 金曜〕17:26、〔土・日曜〕17:56。DJ:〔月曜日 - 金曜日〕Ali Morizumi、〔土曜日〕Dave Fromm、〔日曜日〕 Michael Rivas）[295]
- 9月29日 - 2013年3月23日、さくら荘のペットなラジオ（超!A&G+、土曜日24:30。出演：茅野愛衣、高森奈津美）
- 10月1日 - 2013年3月25日
  - 成瀬心美のもうすぐオトナ時間（TBSラジオ、平日〔火 - 金曜〕21:50。出演:成瀬心美、斎藤哲也）[254][296]
  - 酒井千佳のハッピーエイジングライフ（ニッポン放送、月曜20:30）
  - Radio Culture Culture（FM NORTH WAVE、月曜22:00。DJ:キング山田〔MEN☆SOUL〕、ケンタロック）※Radio mole を改題・枠移動[269]
- 10月1日 - 2013年3月28日、田辺晋太郎 あなたへバトンタッチ（文化放送、平日〔月 - 金曜〕17:50）[297]
- 10月1日 -
  - BEAT PLANET（J-WAVE、平日〔月 - 木曜〕11:30。DJ:Sascha）
  - キャンサー カフェ 〜みんなでがんを考えよう〜（文化放送、月曜日19:30。DJ:門田守人、石川真紀）
  - Now what can I see?（InterFM、月曜日21:00。DJ: 堂珍嘉邦）
  - タツミコーポレーションスペシャル 清水次郎の虎たま! (ABCラジオ、月曜21:05)
  - AGES 〜エイジス〜（ニッポン放送、平日〔月 - 木曜〕21:50。DJ:〔月・火曜〕SILVA / 〔水・木曜〕森若香織）
  - マルサンアイ ひとつ上の豆乳 presents SoyMIN BOX（InterFM、〔月 - 金曜〕22:50。DJ:Salyu）
  - DISTANCE（InterFM、月曜日25:00。DJ: REGINA）
- 10月1日 - エンタメExpress954(TBSラジオ、月曜日20:30。DJ:斉藤リョーツ)
- 10月1日 - 12月28日〔RKBラジオ〕、12月31日 - 2013年3月29日〔FM福岡〕、こころのオルゴール(RKBラジオ、平日〔月 - 金曜〕16:55。FM福岡、平日〔月 - 金曜〕22:55。出演:矢島正明、林田スマ、BUTCH 永淵幸利)[298]
- 10月2日 - 2013年3月26日、TERAOKA MUSIC(InterFM、火曜21:00。DJ: 寺岡呼人)
- 10月2日 - 2013年3月29日
  - with…夜はラジオと決めてます（MBSラジオ、平日〔火 - 金曜〕17:54。出演:田口壮、秋山豊寛 他）[19][21]
  - ドラ魂(だま)KING(CBCラジオ、平日〔火 - 金曜〕18:00。出演:チアドラゴンズ / 〔火 - 木曜〕久野誠、宮部和裕 / 〔金曜〕高田寛之)
  - Wanted!!（TBSラジオ、平日〔火 - 金曜〕20:00）[254]
  - マカタトSTUDIO 3600（平日〔火 - 木曜〕 20:00。DJ:〔火曜日〕松原友希、〔水曜日〕甲斐谷望、〔木曜日〕高橋圭太、〔金曜日〕冨田奈央子）
  - チョビラジ〜明日もファイト（ニッポン放送、火曜20:30。DJ:菜月チョビ〔劇団鹿殺し〕）
  - みんなのラジオ。（OBSラジオ、火曜21:00。出演:飯倉寛子）
  - 恋愛トークバラエティ 好きなよ。部（文化放送超A&G、火曜日24:30。出演：島﨑信長、内山夕実、種田梨沙）
- 10月2日
  - 堀江政生のほりナビ!!（ABCラジオ、平日〔火 - 金曜〕18:00）
  - よしもとRADIO バリカタ!!!（RKBラジオ、火曜20:00。DJ:レモンティー、メガモッツ、山口玲香）
- 10月2日 - まいとちえのウハステーション（アール・エフ・ラジオ日本、火曜26:00。出演:見目舞、畠中千恵）
- 10月3日 - STVラジオ ミュージックスペシャル ブレイクスカウター（STVラジオ、水曜20:00、土曜21:00。DJ:）[299]
- 10月3日 - 2013年3月27日
  - 大栗麻未のクリック日大!（HBCラジオ、水曜 17:00）
  - オヤジ歌謡ショー ひょうたんから駒田（ぎふチャン、水曜18:45、水曜19:50。DJ:駒田徳広）
  - ピース又吉の活字の世界（ニッポン放送、水曜20:30。出演:又吉直樹）[300]
- 10月3日 - 終了期間未定、ハイタッチ!（RKBラジオ、平日〔水曜 - 金曜〕20:00。DJ:山口たかし〔EE男 〕）
- 10月4日 - 2013年3月28日
  - 大分ヒートデビルズ・澤岻直人の法政ヒート!（OBSラジオ、木曜 21:00）
  - 漢気 ジ・アッチィーの本気Radio!!（OBSラジオ、木曜21:30）
- 10月4日 - IKKOのなになになぁに〜!?（ニッポン放送、木曜20:30。出演:あさつきみどり、美肌男子!カツヤくん）[301]
- 10月5日 - 12月28日、真空ホロウのフリーズドライ（cross fm、金曜23:00）
- 10月5日 - （2013年3月30日、ナイターオフ番組）

- 10月5日 - 2013年3月22日
  - Discovery Fright （ニッポン放送、金曜20:30。出演:生方ななえ、河原れん）
  - 週刊アニたまがじん（金曜19:00。DJ:内山夕実、山本希望）
  - 十三夜LIVE!（OBSラジオ、金曜21:00。出演:森進一郎）
  - 髭男爵の本日NO天気（静岡放送 SBSラジオ、金曜日21:30。出演：芹澤みづき）
  - 原田浩太郎と鷲巣あやののもめんください（アール・エフ・ラジオ日本、金曜日23:30）[303]
- 10月6日 - 12月29日
  - 証券知識普及プロジェクトpresents あなたに＋PLUS!資産運用（TBSラジオ、土曜8:00。出演:堀尾正明、秋沢淳子、大竹のり子）全13回予定
  - ラジオ・ミュージカル「歳三を愛した女」（FM AICHI、土曜19:30。脚本：あおい英斗。出演:池上季実子、江守徹、石塚運昇、金子昇 他）[304] 全13話
- 10月6日 - 2013年3月23日
  - サウンドファクトリー 西山茉希 TOKYO SKY POP（文化放送、土曜18:00。出演:砂山圭大郎）[305]
  - 吉田尚記 BUZZ ニッポン（ニッポン放送、土曜19:00）[306]
  - Scratch Mania〜HBCレコード室探検隊（HBCラジオ、土曜17:50。DJ:関博紀）
  - つボからボイン（KBS京都、土曜18:45。DJ:つボイノリオ）
- 10月6日 - 2013年3月30日
  - Sunny Day Saturday(NACK5、土曜日7:00。DJ:仁井聡子)
  - カッキーケムケム 突然ですが、お邪魔いたします（ニッポン放送、土曜15:30。出演:垣花正、煙山光紀）
  - Waku Waku(InterFM、土曜18:00。DJ:仁井聡子)
  - SUPER☆GiRLS勝田梨乃の語りーの（HBCラジオ、土曜19:30）
- 10月6日 - （ナイターオフ番組）
  - 真飛聖 Heartful Days（InterFM、土曜10:35）
  - ROUTE761（InterFM、土曜11:00。DJ: マイケル・リーバス）
  - ATELIER NOVA（J-WAVE、土曜12:00。DJ:クリス智子）
  - 司馬遼太郎短篇全集（ラジオ大阪、土曜18:00。朗読:竹下景子）[254][307]
  - ミュージックキャッスル（ニッポン放送、土曜21:00。DJ:和音美桜)
  - Noaのおだづモッコ!!（CBCラジオ、土曜23:00）
  - ホキ徳田のYUMMY MUSIC（InterFM、土曜24:30。DJ:川幡浩）
  - One O'Clock Blues（InterFM、土曜25:00。DJ:杉崎智介）
  - 友近のサタデーミュージックボックス（ABCラジオ、土曜日26:30）[308]
- 10月7日 - 2013年9月22日、朝もラジオと決めてます（MBSラジオ、日曜日6:45、日曜日7:45。DJ:上田悦子）[19]
- 10月7日 - 2014年3月23日、福島暢啓の昭和歌謡でしょ!（MBSラジオ、日曜日17:59。DJ:河島あみる）
- 10月7日 - 2013年3月17日 - 絆よ、悠久なれ〜孫文と九州人〜（fmfukuoka / 毎月第一日曜19:00、毎月第三日曜19:00。出演:永淵 幸利、二橋康浩、山下晶、矢山治、美和哲三、渡辺美穂。作演出:阿久根知昭） 全12章
- 10月8日 - 2013年3月25日、夜はラジオと決めてます〜大人な音楽館〜（MBSラジオ、月曜19:30。DJ:鳥居睦子）[19]
- 11月8日 - 認知症高齢者110番の家・ふれあい通信（HBCラジオ、月曜17:00。出演:渡辺陽子）
- 11月10日 - 2013年3月23日、ラジオ30's ボクノタカラモノ（MBSラジオ、土曜日17:59。週替わりDJ）[309]
- 11月10日 - 2013年9月28日、シュガーズの週末は甘えナイト!（TBSラジオ、土曜21:00。DJ:森三中、椿鬼奴、まちゃまちゃ、友近、アジアン、しずちゃん、ハリセンボン、渡辺直美）[310]
- 11月16日 - 志村けんの夜の虫（TBSラジオ、金曜日24:00。DJ:上島竜兵〔ダチョウ倶楽部〕、枡田絵理奈）[311]
- 11月17日 - 走れ!ゴショガールズ〜五所川原やってまレディオ（エフエム青森、11:30。出演:我満紗千子、工藤綾乃）[312]
- 11月24日 - 2013年3月24日、河西智美 お姉さんに聞きなさい!（ニッポン放送、土曜28:00。出演:河西智美〔AKB48teamA〕）[313]
- 12月1日 - 2013年2月28日、みんなのスマートライフプロジェクト（Datefm、土曜10:55。出演:石垣のりこ）[314]
- 12月2日 - ピン子の今日も元気に1・2・3!（MBSラジオ、日曜日23:30）[315]
- 12月3日開始 - NIPPON SEKIJUJISHA “GAKUKEN” The Reason Why（J-WAVE、23:27。出演:南沢奈央）[316]
- 12月5日 - 2013年2月13日、My Songs 伸太郎のPrecious Ones!!（ラジオNIKKEI第1、水曜18:00）

## 終了番組

### 2012年1月放送終了
- 1月21日終了 - 広澤克実とDr.イトーのレーザー交遊録!（MBSラジオ）
- 1月26日終了 - おはようございますRSKラジオです（山陽放送）
- 1月29日終了 - サンデークラシックワイド クラシックリクエスト（NHK-FM）[317]

### 2012年2月放送終了
- 2月20日終了 - 角田信朗 〜傾いて候〜 よっしゃあ!（TBSラジオ）

### 2012年3月放送終了
- 3月3日終了 - moumoon YUKAのオールナイトニッポンR（ニッポン放送）
- 3月10日終了
  - 君の思いを受け止めた!〜青春リアルスピンオフ〜（NHK-FM）[317]
  - 9nineのオールナイトニッポンR（ニッポン放送）
- 3月15日終了 - 桂竹丸Wいきましょう（南日本放送）
- 3月17日終了
  - カケダセ!（NHKラジオ第1放送）
  - 名曲リサイタル（NHK-FM）[317]
- 3月19日終了 - ラジオビタミン（NHKラジオ第1放送）
- 3月23日終了 - 柳瀬博一・Terminal（TBSラジオ）
- 3月24日終了
  - 千住真理子のクラシックでお茶を（NHK-FM）[317]
  - 電人★GA部ぅ〜（文化放送）地上波のみ
  - ドライヴ・ア・ラ・カルト（アール・エフ・ラジオ日本）
  - 僕らのシンガー・コレクション（岐阜放送）
- 3月25日終了
  - さわやかTHIS WAY
  - 鴻上尚史と岡本玲のサンデーオトナラボ（ニッポン放送）
  - 長澤まさみSweet Hertz（ニッポン放送）
  - jeepstyle radio（TOKYO FM）
  - サンデーズ・ブランチ（ミュージックバード）
  - 石塚恵子のSomething4 Sunday（ミュージックバード）
  - 大西貴文のベストヒットコミュニティ（ミュージックバード）
  - 水元秀二郎のやるときゃやるぜ（ミュージックバード）
  - CLASSY CAFE（J-WAVE）
  - SCENARIO F（J-WAVE）
  - ENJOY! THE SUNDAY（NACK5）
  - 東京海上日動 presents Humanglobe Traveler（JFN）
  - アキと慎二の「BUMP!〜先輩と後輩のビミョーな関係〜」（北海道放送）
  - Kids Radio（北海道放送）
  - 浩一・さとみのおはよう演歌（アール・エフ・ラジオ日本）
  - 都一中の我ら夢中人（アール・エフ・ラジオ日本）
  - 若山祥夫 食の情報最前線!（アール・エフ・ラジオ日本）
  - 価値組ビジネス（アール・エフ・ラジオ日本）
  - J's COUNTDOWN（FM PORT）
  - 聖書の話（CBCラジオ）
  - ひめキュン超ラジオ缶（南海放送）
  - Groovin'Coaster（FM NORTH WAVE）
  - 高田課長のちょい旅（RKBラジオ）
- 3月26日終了
  - きたやまおさむのレクチャー&ミュージック（NHK-FM）[317]
  - なまらん（STVラジオ）シリーズ終了
  - 藤井孝太郎のアタックヤング（STVラジオ）
  - えんかe-ジャン!（アール・エフ・ラジオ日本）
  - 元爆&敬一のラジオDEシクヨロ!（アール・エフ・ラジオ日本）
  - 斉藤アンコーの朝まで待てない（アール・エフ・ラジオ日本）
  - 沢田知可子 あなたに会いたい（ぎふチャン）
  - きはらくんの『WE LOVE MUSIC!』（FM佐賀）
- 3月27日終了
  - Risa's NightHouse（InterFM）
  - 元気出せ!日本（アール・エフ・ラジオ日本）
  - GET BUSY（FM NORTH WAVE）
  - 堀内賢雄と寺川愛美の三国志ラジオ（ラジオ大阪）
  - ぎゅぎゅっと・かしま（FM佐賀）
- 3月28日終了
  - 高橋克実なんだもの!（ニッポン放送）
  - ガヤガヤ我が家（文化放送）レギュラー放送休止
  - オードリーのシャンプーおじさん（文化放送）
  - ヘイ!ミスDJ（FMヨコハマ）
  - 21st（FMヨコハマ）
  - くつろぎラジオ「ちょっとお邪魔します」（アール・エフ・ラジオ日本）
- 3月29日終了
  - にっぽんのうた 世界の歌（NHK-FM）[317]
  - ザ・トップ5（TBSラジオ）
  - 南原清隆のスポーツドリーム（ニッポン放送）
  - 元気です!吉田拓郎（ニッポン放送）
  - くり万太郎のオールナイトニッポンR（ニッポン放送）
  - COLORS OF HAWAII (J-WAVE)
  - WORLD WIDE 15（J-WAVE）日本での受信終了
  - HAYALIUTA（NACK5）
  - CLOSE TO YOU（FM NORTH WAVE）全7回
  - PEACE!（FM OSAKA）
- 3月30日終了
  - 気ままにクラシック（NHK-FM）[317]
  - 熊川哲也のバレエ音楽スタジオ（NHK-FM）[317]
  - 小島慶子 キラ☆キラ（TBSラジオ）
  - ズバリ快答!テレフォン身の上相談（TBSラジオ）
  - 日本列島ほっと通信（TBSラジオ）
  - 文化放送 葵のゴモン（文化放送）
  - ViViDのViViBitないと!（文化放送）
  - ガールズガード 女の子の保健室（文化放送）
  - オールナイトニッポンGOLD app10.jp（ニッポン放送）
  - TOKICHIK RADIO（JFN）
  - 山崎まさよし GREETING MELODIES（JFN）
  - MUSIC CONNECTION FRIDAY SPECIAL(ミュージックバード)
  - BARAKAN MORNING（InterFM）
  - SUPER TODAY FUJI（FM-FUJI）
  - GALACTICA GOLDENBALL（FM-FUJI）
  - ごごイチ（CBCラジオ）
  - 若手アナ自由時間 ひきだし（CBCラジオ）
  - マジカル・サーフィン（FM AICHI）
  - POWER HOUR（ZIP-FM）
  - Morning Cafe（新潟放送）
  - BEAT COASTER〜FRIDAY EDITION〜（FM PORT）
  - iCompass（FM PORT）
  - 秘密の音園（中国放送）
  - TOKYO AFTER6（Suono Dolce）
  - 朝からつれもて（和歌山放送）
  - もっと、つれわか!（和歌山放送）
  - ひるドキッ♪紀州路（和歌山放送）
  - wbsニュース今日あす（和歌山放送）
  - スカッシュ!（FM OSAKA）
  - いまドキ伊万里（FM佐賀）
- 3月31日終了
  - みんなで科学ラボラジオ（NHKラジオ第1放送）レギュラー放送修了、特番へ移行
  - U-18 ユーガタM塾（NHK-FM）[317]
  - 小倉智昭のラジオサーキット（ニッポン放送）[318]
  - NEWSダイアリー〜「記憶のかけ橋」（文化放送）
  - 高田純次・河合美智子の東京パラダイス（文化放送）改題＆枠移動
  - すがのしろうのスポーツバー・しろスポ（文化放送）
  - 幸田真音のIt’s Mine!（文化放送）
  - HUNTER×HUNTER HUNTER STUDIO（文化放送）
  - もっとニッポニア!もっとジャパン!のうた（文化放送）
  - ロックの学園（JFN）レギュラー講義期間修了
  - らじネクDX（JFN）
  - マキシマム ザ ホルモン ダイスケはん＆ナヲのギンギラギンにさりげ肉(JFN)
  - 阿部真央のあべまおらじお（JFN）
  - MUSIC LIVES（JFN）
  - グッチーとシャーク団（HBCラジオ）
  - 札幌美少女図鑑R（HBCラジオ）期間限定放送終了
  - ミュージックアリーナ Seat S（HBCラジオ）
  - ASAHI BEER OZ MEETS JAZZ (J-WAVE)
  - NIPPON SEKIJUJISHA "GAKUKEN" DREAMERS ACADEMY (J-WAVE)
  - 里田まいの産地直送!カントリー娘。（STVラジオ）[319]
  - 幸せラジオ 乾龍介です!（ラジオ大阪）
  - ヴァヴァンとヴァンガード大発見（ラジオ大阪）
  - 高見知佳・私の大切な物（RBCiラジオ）
  - SARRYの島うたさんしん華遊び（RBCiラジオ）
  - びびこのMOON 月 SEE STAR（アール・エフ・ラジオ日本）
  - ウーマンラッシュアワーのラジオだってさ!!（ABCラジオ）
  - ピートム.Comic Jack（ABCラジオ）

### 2012年4月放送終了
- 4月1日終了
  - JOLF INFORMATION（ニッポン放送）
  - 週刊!ニッポン放送（ニッポン放送）
  - 渋マガZ（NHKラジオ第1放送）
  - ともに生きる（NHKラジオ第2放送、大阪）
  - サンデークラシックワイド（NHK-FM）[317]
  - FMシンフォニー・コンサート（NHK-FM）[317]
  - みんなの北海道(MBSラジオ)
  - 宮本隆治 旅ノチカラ（TBSラジオ）期間限定放送終了
  - みんなの寅さん日曜版（文化放送）期間限定放送終了
  - U字工事の早くこいこい日曜日。（文化放送）期間限定放送終了
  - キラキラ☆ビート（ラジオ大阪）
  - 南里侑香あなたと私のうた（ラジオ大阪）
  - トキメキ・KOREA（ABCラジオ）
- 4月3日終了 - 大貫妙子 懐かしい未来（NHK-FM）[317]
- 4月25日終了 - プレステージナイト キラキラ吾朗（ラジオ大阪）
- 4月27日終了 - 杉崎智介ミステリー（アール・エフ・ラジオ日本）

### 2012年6月放送終了
- 6月26日終了 - R3EYES R3alize(bayfm78)
- 6月29日終了 - ミューパラ アグレッシブ（ABCラジオ）
- 6月30日終了 - 脳misoknow!(bayfm78)

### 2012年9月放送終了
- 9月22日 - 土曜亭らじおDON! (BSSラジオ)
- 9月24日
  - 根本美緒のウェルエイジングライフ（ニッポン放送）
  - 田崎真也 今夜の一杯（ニッポン放送）
  - みんなで学ぶ 藤沢久美のラジオ経済学（ニッポン放送）
  - ダンクラ'S（FM NORTH WAVE）
- 9月25日
  - ウハウハ大放送（アール・エフ・ラジオ日本）
  - NIKIIE RADIO（bayfm78）
  - 音楽わいど ラジオ・ビュー（KBS京都）
  - 坂東守のユーガッタ相談室 （HBCラジオ）
  - 出番ですよ飯塚所長!おまかせ!税金ゼミナール（青森放送）
- 9月26日
  - HIP HOP INSIDER（FM Yokohama）
- 9月27日
  - 宮川賢のおはよう!スプーン（アール・エフ・ラジオ日本）
  - PARK IN THE SKY(J-WAVE)
  - Fresh Up 9 (NACK5)
- 9月28日終了
  - 森三中の三ツ森レストラン（TOKYO FM）
  - カミカミ グットカミング（bayfm78）
  - THE LIVE〜関東ギターエロス〜（bayfm78）
  - Re:wind（FM Yokohama）
  - おはなし玉手箱（文化放送）
  - Wコロンのおはよう!スプーン（アール・エフ・ラジオ日本）期間限定放送終了
  - ミッドナイト東海21（東海ラジオ）
  - RadioNews たね蒔きジャーナル（MBSラジオ）
  - KING BEAT(FM NORTH WAVE)
  - 美味しく食べてヘルスケア（青森放送）
  - 石井スポーツグループ 山小屋通信（fmfukuoka）
  - FUNKISTのCOLLAVOLUTION RADIO（crossfm）
- 9月29日終了
  - 鈴木おさむ 考えるラジオ（TBSラジオ）期間限定放送終了
  - Photo Weekend〜September Edition〜（TOKYO FM）期間限定放送終了
  - Dream Theather（TOKYO FM、HFM）
  - notes.（茨城放送）期間限定放送終了
  - Maga presents My Music（bayfm）
  - サタデー夢ラジオ（青森放送）
- 9月30日
  - いなむら一志のBeatRadio（HBCラジオ）
  - Ura-ユリ（HBCラジオ）期間限定放送終了
  - NEXT（茨城放送）
  - Bメンズブギ（fmfukuoka）
  - アース・ラバーズ（fmfukuoka）
  - 隠れ家的美味しいお店（fmfukuoka）
- 9月30日終了
  - テリー伊藤サンデーのってけラジオ（ニッポン放送）
  - 皆藤愛子 あいラジ（ニッポン放送）
  - 音楽旅行（文化放送）[20]
  - 高橋芳朗 HAPPY SAD（TBSラジオ）
  - 奈美悦子・辻よしなりのちなみに?（TBSラジオ）
  - 麻衣的亜州電波〜Mai's Asian Wave〜（TBSラジオ）
  - みんなのよい食プロジェクト presents ベジラジオ（TOKYO FM）
  - JINRO presents コリアンテナ-KOREA ANTENNA（TOKYO FM）
  - event 80 navi（TOKYO FM）
  - 宮野真守のm-1ぐらんぷりっ!（東海ラジオ）
  - ミュージックメディスン（KBS京都）
  - 日曜・隠れ家ぶんしょう堂（山陰放送）
  - ぶらり糸島（fmfukuoka）
  - 辻詩音 RADIO KICKS!（crossfm）

### 2012年10月放送終了
- 10月6日 - 健康なんでも相談（東北放送）

### 2012年12月放送終了
- 12月14日終了 - 小沢昭一の小沢昭一的こころ（TBSラジオ）
- 12月23日終了 - Pokémon Radio Show! ロケット団ひみつ帝国（InterFM）
- 12月27日終了-FMラジオショッピング（JFN系列）
- 12月28日終了 - MIRACLE VOX（NACK5）
- 12月29日終了
  - 名曲のたのしみ（NHK-FM）
  - 芦沢誠のGO!GO!サタデー（ABCラジオ）
- 12月30日終了
  - 木内晶子の毎日笑顔!元気塾（アール・エフ・ラジオ日本）
  - 私のキレイ発見!（アール・エフ・ラジオ日本）
  - 鉄道くらぶ（アール・エフ・ラジオ日本）
  - artisan japonais アルティザン・ジャポネ（東海ラジオ）
  - 日曜さくらい倶楽部（ABCラジオ）
  - 小山乃里子のうた声ラジオ（ABCラジオ）

## 放送時間変更
- 1月2日 - ゴールデンボンバー鬼龍院翔のオールナイトニッポン（月曜日25:00）週頭へ移動
- 1月5日 - BUZZ SHANGHAI（ニッポン放送、金曜日20:00。DJ:amin、ロイ、YOKO）単独番組化[320]
  - 4月7日 - BUZZ SHANGHAI（ニッポン放送、土曜日21:00）曜日移動し雨傘番組に変更
- 1月7日 - 9月29日、エンタマン（TBSラジオ、土曜日21:00）週末移動に伴う放送時間繰り下げ
- 3月2日
  - ARDIJA HOT LINE(NACK5、19:00)放送時間繰り上げ
  - BEAT SHUFFLE（NACK5、19:10）放送時間繰り下げ
- 4月1日
  - ナカタマサシ的 〜出会いと旅と音楽と〜（HBCラジオ、日曜9:00）放送時間繰上げ
    - 10月6日 - ナカタマサシ的 〜出会いと旅と音楽と〜(HBCラジオ、土曜20:45)曜日移動による放送時間繰り下げ

  - APPLI THE WORLD（TOKYO FM、日曜20:00）曜日移動による放送時間繰り下げ
    - 8月2日 - APPLI THE WORLD）TOKYO FM、木曜日25:30）曜日再移動による放送時間再繰り下げ
- 4月2日
  - 本名正憲のおはようラジオ（中国放送、平日〔月 - 金曜〕7:00）放送開始時刻繰り下げ、DJ交代に伴う改題
  - バリシャキNOW（中国放送RCCラジオ、平日〔月 - 金曜〕15:00）放送開始時刻繰り下げ
  - Mポイント546（山陰放送、平日〔月 - 金曜〕17:46）
  - 情熱Night!HOLD（福井放送、月曜18:30。DJ:鼻毛の森 / Yumi〔福井美少女図鑑〕）週1回放送化に伴う放送時間繰り上げ＆改題
  - 根本美緒のウェルエイジングライフ（ニッポン放送、月曜18:30）放送時間繰り上げ
  - 田崎真也 今夜の一杯（ニッポン放送、月曜18:50）曜日移動による放送時間繰上げ
  - みんなで学ぶ 藤沢久美のラジオ経済学（ニッポン放送、月曜19:00。出演：藤沢久美、古瀬絵理）曜日移動による放送時間繰上げ
  - ミュージックアーカイブズ (IBS茨城放送、月曜 19:00)
  - 私の正論（ニッポン放送、月曜19:20。DJ:那須恵理子）曜日移動による放送時間繰上げ
    - 10月4日 - 私の正論（ニッポン放送、水曜19:40頃）曜日再々移動による放送時間繰り下げ

  - みんなの作文（ニッポン放送、月曜20:30。朗読：新山千春）曜日移動による放送時間繰上げ
    - 10月3日 - 2013年3月、みんなの作文(ニッポン放送、木曜20:00)出演者変更に伴う曜日移動

  - マイハートフルSONG（茨城放送、月曜 20:30)
  - 京本政樹の ラジとばっ!（ニッポン放送、月曜21:00）月曜日帰還による放送時間繰上げ
    - 10月6日 - 京本政樹のラジとばっ!(ニッポン放送、土曜20:40)曜日再移動による放送時間繰上げ

  - 石丸幹二のシアターへようこそ（NHKラジオ第1放送、月曜日21:05。NHK-FM、月曜日11:00）放送曜日移動[317]
  - シクラメンのスルメRADIO（ニッポン放送、月曜21:20）曜日再移動による放送時間繰り下げ
    - シクラメンのスルメRADIO（ニッポン放送、日曜24:50）曜日移動による放送時間繰り下げ

  - 阿部亮のNGO世界一周!（ニッポン放送、月曜21:30）曜日再移動による放送時間繰り下げ
    - 阿部亮のNGO世界一周!（ニッポン放送、木曜19:40頃）曜日再移動による放送時間繰上げ

  - 水野真紀つれづれラジオ（ニッポン放送、月曜21:40）曜日再々移動による放送時間繰り下げ
    - 10月3日 - 水野真紀 つれづれラジオ(ニッポン放送、水曜20:30)曜日再々移動による放送時間再繰り上げ

  - チャートバスターズr（RKBラジオ、月曜22:00）放送時間繰り下げ、帯番組（A-LIVE）に再編入
  - BLITZ POWER PUSH（TBSラジオ、平日〔月 - 金曜〕23:55。DJ:古谷有美）単独番組化により放送時間繰り上げ
  - 道重さゆみの今夜もうさちゃんピース（CBCラジオ0時のつぶやき、月曜24:00）週頭曜日移動に伴う放送開始時刻繰り下げ
  - 山本さゆりのミュージックパーク（アール・エフ・ラジオ日本、月曜27:00）週頭曜日移動に伴う放送開始時刻繰り下げ
- 4月3日
  - 夜生プロモ（IBS茨城放送、火曜18:20）
  - 西川貴教のちょこっとナイトニッポン(ニッポン放送、平日〔火曜日 - 金曜日〕21:40)放送時間繰り上げ
    - 西川貴教のちょこっとナイトニッポン(ニッポン放送、平日〔月曜 - 金曜日〕20:50)元通りの放送時間再繰り上げ

  - A-LIVE（RKBラジオ、平日〔月曜 - 金曜日〕 22:00）放送開始時刻繰り下げ
  - RADIO SAPPORO MUSIC NAKED(FM NORTH WAVE、火曜日23:30)曜日再移動による放送時間繰り下げ
  - 風男塾の天下腐部（CBCラジオ0時のつぶやき、火曜日24:00）放送曜日移動に伴う放送時間繰り上げ移動
- 4月4日
  - 稲垣吾郎のSTOP THE SMAP（文化放送、木曜21:30）リニューアル、週1回放送化及び単独番組化による放送時間繰上げ
  - RADIO WE!(FM NORTH WAVE、木曜22:00)放送時間繰り上げ
  - 4月5日 - JOAF!らくさぶろうのモーニングおん!（南海放送、金曜6:55）放送曜日移動に伴う週1回放送化
- 4月7日
  - 週刊!フットボールアワー（RKBラジオ、土曜6:30）放送曜日移動に伴う放送時間繰り上げ
  - ワンモア・レシピ（山陰放送、土曜7:15）放送時間繰上げ
  - 世界の快適音楽セレクション（NHK-FM、土曜9:00）[317]
  - 土曜亭らじおDON!あさDON（山陰放送、土曜日9:00）放送開始時間繰り下げ
  - とっておきラジオ（NHKラジオ第1放送、土曜10:00）放送時間繰上げ
  - 真打ち競演（NHKラジオ第1放送、土曜10:30）放送時間繰上げ
  - ふるさと自慢歌自慢（NHKラジオ第1放送、隔週土曜16:05）放送時間繰上げ
  - 佐々木幸男 JUST FOLK（HBCラジオ、土曜19:00）期間限定の放送時間繰上げ
  - いなむら一志のBeatRadio（HBCラジオ、土曜17:50）一時的に放送時間拡大により放送開始時刻再繰り下げ
  - 演ここ.（BSSラジオ、土曜日18:00）曜日再移動
  - 田中みな実 あったかタイム（TBSラジオ、土曜18:30）週1回放送化及び週末移動に伴う繰り下げ
  - 上地雄輔のラジ音!（NHKラジオ第1放送、隔週土曜日20:00）曜日移動による放送時間繰上げ
  - ラジオ深夜便（NHKラジオ第1放送、土曜24:00 / 日曜24:00）週末放送開始時間繰り下げ
  - 斉藤雪乃のイチバンセン!（アール・エフ・ラジオ日本、土曜24:00）放送時間拡大により放送開始時刻繰り下げ[232]
  - 中島早貴のキュートな時間（アール・エフ・ラジオ日本、土曜25:00）放送曜日移動 [232]
  - ゆかりの今夜もゲームオーバー?（HBCラジオ、土曜26:20）曜日移動による放送時間繰り下げ
  - ooze(HBCラジオ、土曜26:40。DJ:SHIRO)DJ交代＆放送時間繰り下げ短縮
- 4月7日、4月9日 - 岡田惠和 今宵、ロックバーで〜ドラマな人々の音楽談義〜（NHK-FM、土曜日18:00〔サタデーワイド内〕。NHKラジオ第1放送、火曜日21:05）[317] 放送曜日移動＆放送開始時刻繰上げ
- 4月8日
  - 川中美幸 人・うた・心（文化放送、日曜4:30）放送開始時刻繰上げおよび単独番組化
  - 週刊マイライフ(HBCラジオ、日曜5:00)放送開始時刻繰上げ
  - 能楽鑑賞（NHK-FM、日曜6:00）放送開始時刻繰上げ[317]
  - ビバ!合唱（NHK-FM、日曜7:20）放送時間拡大に伴う放送開始時刻繰上げ[317]
  - 吉田宏のオン&オフ （RKBラジオ、日曜7:30)放送時間繰り下げ
  - SUNDAY BIRDS -遊びの天才-（NACK5、日曜8:00）放送開始時刻繰上げ
  - 吹奏楽のひびき（NHK-FM、日曜8:10）放送開始時刻繰上げ[317]
  - 〜IDOL SHOWCASE〜 i-BAN!!(NACK5、16:00)一時的に放送開始時刻繰り下げ
    - 10月7日 - 〜IDOL SHOWCASE〜 i-BAN!!(NACK5、日曜12:55)元通りの放送時間再繰り上げ

  - シンセンラジオステーション(HBCラジオ、日曜19:00)放送曜日移動に伴う放送時間繰り上げ移動
    - 10月6日 - シンセンラジオステーション(HBCラジオ、土曜20:00)放送曜日移動に伴う放送時間繰り上げ移動

  - サンデー知っとかナイツ（ニッポン放送、日曜日18:00）放送曜日移動に伴い改題
  - 新日曜名作座（NHKラジオ第1放送、日曜19:00）放送時間繰上げ
  - 大庭宗一の博多熱風塾（RKBラジオ、日曜19:00)週1回放送化放送曜日移動に伴う放送時間繰り上げ
  - あべやすみのやすみの夜に（RKBラジオ、日曜 18:20）放送時間繰り下げ
  - スマスマ E-KIDS(RKBラジオ、日曜18:30）繰り下げ
  - 長谷川法世 夢追い海童（RKBラジオ、日曜18:45）放送曜日移動に伴う放送時間繰り下げ
  - 増田太郎 ミュージックシュタイン （茨城放送、日曜 19:30）
  - 菊地成孔の粋な夜電波（TBSラジオ、日曜日18:30）放送曜日移動の為放送開始時刻繰り上げ、高橋芳朗 HAPPY SADと枠交換
  - 高橋芳朗 HAPPY SAD（TBSラジオ、日曜日20:00）放送開始時刻繰り下げ
  - 渋谷アニメランド（NHKラジオ第1放送、日曜20:05）曜日移動による放送時間繰上げ
  - サウンドクリエイターズファイル（NHK-FM、日曜21:00）放送時間拡大に伴う放送開始時刻繰上げ[317]
  - 春夏秋冬〜ミュージック・セレクション（山陰放送、日曜23:30）放送時間繰り下げ
  - サンドウィッチマンの東北魂（ニッポン放送、日曜24:50）曜日再移動による放送時間繰り下げ
    - 10月3日 - 2013年3月、サンドウィッチマンの東北魂（ニッポン放送、水曜20:40）曜日移動による放送時間繰り上げ

  - 熊木杏里 夢のある喫茶店（HBCラジオ、日曜25:00）曜日再移動による放送時間繰り下げ
- 4月15日
  - 街角音楽会（山陰放送、月1回第2土曜5:15）放送時間繰上げ
  - ふるさと自慢コンサート（NHKラジオ第1放送、隔週土曜16:05）放送時間繰上げ
  - AKB48の"私たちの物語"（NHKラジオ第1放送、隔週土曜20:00）曜日移動による放送時間繰上げ
- 4月28日
  - キャンパス寄席（NHKラジオ第1放送、毎月最終土曜10:35）放送時間繰上げ
- 4月29日
  - エレうた!（NHKラジオ第1放送、毎月最終日曜20:05）曜日移動による放送時間繰上げ
  - インディーズファイル（NHK-FM、毎月最終日曜21:00）[317] 放送時間拡大に伴う放送開始時刻繰上げ
- 7月6日 - セイタロー&ケイザブロー おとこラジオ（NACK5、金曜24:00）放送時間繰り下げ
- 10月1日 - いとうせいこう GREEN FESTA（文化放送、月曜18:00）[321] 放送時間再繰上げ
  - …Love Music（平日〔月 - 金曜〕23:43。DJ:名久井麻利）放送開始時間繰上げ
- 10月2日 - 2013年3月
  - ネットワーク1・17(MBSラジオ、火曜19:20頃)曜日再移動による放送時間繰り下げに伴い箱番組化（with田口壮夜はラジオと決めてます）に再編入
  - ムフフナイト(MRO北陸放送、火曜20:00)ムフフサンセット、再改題による放送時間繰り下げ再開
  - 原幹恵 ゆる☆ふわ (文化放送、火曜日21:00)曜日移動による放送時間繰り上げ
- 10月5日 - 2013年3月、有楽町で逢いまSHOW（ニッポン放送、金曜20:00）曜日移動による放送時間繰り下げ
- 10月5日
  - URBAN HYPE from NYC(FM NORTH WAVE、20:00。DJ:ナオミ)放送開始時間繰り下げ
  - 宮川賢のまつぼっくり王国 （TBCラジオ、金曜23:00）曜日移動による放送時間繰り下げ
  - Anison-R 〜マンガ・アニメ研究部〜(FM NORTH WAVE、金曜23:00。DJ:片岡香澄)曜日移動による放送時間繰り上げに伴い改題
  - 東海ラジオミッドナイトスペシャル（東海ラジオ、金曜24:00）週1回放送化及び週末移動に伴う繰り上げ
- 10月6日 - 2013年3月
  - 渡辺陽一 勇気のラジオ（ニッポン放送、土曜18:00）曜日移動
  - 森脇健児のサタデーミーティング(KBS京都、土曜18:00)曜日移動による放送時間繰り上げ
  - 梅田淳のニュース・ハイブリッド（ラジオ大阪、土曜18:30）放送開始時間繰り下げ
- 10月7日
  - ラジオ魅知国寄席(TBCラジオ、日曜8:30) 曜日再移動による放送時間再繰り上げ
  - ボン★ボヤージュ(fmfukuoka、日曜8:40)放送時間繰り上げ
  - BARAKAN BEAT（InterFM、日曜15:00）放送時間再繰り上げ
  - ベストテンほっかいどう（HBCラジオ、日曜15:00）放送時間再繰り上げ
  - もっと!遊ぼーと!!（文化放送、日曜16:00）曜日再移動による放送時間繰り下げに伴い時間拡大[322]
  - SPO-NOW（NACK5、日曜16:00）曜日移動による放送時間繰り上げ
  - 春夏秋冬〜ミュージック・セレクション（IBCラジオ、日曜 16:30）曜日再移動による放送時間繰り上げ
  - 小久保工業所プレゼンツ 文化放送 川島なお美 ミセスDJ ラ・ラ・ララン（文化放送、17:00）ナイターオフ枠から移動&曜日移動による放送時間繰り上げ
  - 清塚信也 ピアノラウンジ（TBCラジオ、日曜日17:30）放送時間繰り上げ
  - 山本譲二の住まいるフレンド（文化放送、17:40）曜日再移動による放送時間繰り下げ
  - バンブ一・涙子のそんぽのホント（文化放送、17:50）曜日再移動による放送時間繰り下げ
  - 麻木久仁子のニッポン政策研究所（TBSラジオ、日曜21:30）放送時間繰り下げ
  - フレンチ・キスのKissラジ!（TOKYO FM、日曜25:00）曜日移動による放送時間繰り下げ
- 10月6日 - 柴田博のほたるまち旅行社(ABCラジオ、13:00)放送時間繰り上げ
- 10月7日 - Radio倶楽部（TBCラジオ、平日〔火 - 金曜〕18:30）放送時間繰り下げ
- 10月13日 - 新米ママの井戸端会議（IBCラジオ、土曜 6:45）放送時間繰り下げ
- 12月6日 - パックンたまご（MBSラジオ、木曜日26:00）曜日再移動による放送時間繰り上げ

## 放送再開番組
- 4月1日 - BARAKAN BEAT（InterFM、日曜日20:00）
- 4月2日 - 渡部陽一 勇気のラジオ（ニッポン放送、月曜18:00。出演:花田景子）改題後再開
- 4月6日
  - 21世紀の医療と介護をみつめて（アール・エフ・ラジオ日本、金曜5:10。出演：長島伸子）
- 4月8日 - 和歌子・影山教授のぱれっと。（ABCラジオ、日曜9:45）
- 5月5日 - 高校生進路情報番組ラジオキャンパス（DateFM、土曜日6:00。信越放送、土曜日22:00。琉球放送、土曜日24:30。エフエム石川、土曜日27:00。出演：納谷正基〔キャンパスネットワークオフィス〕、相沢久子〔キャンパスネットワークオフィス〕、平方元）[323]
- 10月1日 - 小室哲哉 Radio Digitalian(JFN)[324]
- 10月6日 - SOUTHERN HITS!（青森放送、土曜12:30。DJ:夏目浩光、原子英之）再独立番組化

### 期間限定再開番組
- 4月1日再開 - J-WAVE PLUS （J-WAVE、日曜22:00）[327] J-WAVE SPECIALから改題後再開
- 4月2日再開 - 9月28日、駒田徳広のミュージックブルペン（平日〔火 - 金曜〕21:00）DJ交代に伴う改題
- 4月5日 - 9月27日、RISING SUN ROCK FM（木曜日 24:00。DJ:カツノリ[328]、yuka[329]）
- 4月6日再開 - MIDNIGHT ROCK CITY+R（NACK5、金曜25:00。週替わりDJ）
- 4月7日再開 - 5月26日、10月20日再開 - 12月26日、中央競馬Gを狙え!（STVラジオ、土曜17:00。出演：溝渕信 / 梅崎晴光〔スポーツニッポン〕）
- 4月7日再開
  - SPO-NOW（NACK5、土曜17:55。DJ:小笠原聖[330]）
  - 新ドントパスミーバイ〜明日への願い〜（JFN、土曜26:30。DJ:根本敬、湯浅学）[331]
- 9月4日 - ラジオ緋色の欠片 紅陵学院放送室（ラジオ大阪 V-STATION 1314、火曜24:00）[332]
- 9月7日 - ラジオTo LOVEる -とらぶる- ダークネス〜えっちぃのは嫌いですが素敵です〜（ラジオ大阪 V-STATION 1314、金曜24:30。DJ:福圓美里、井口裕香)[332]
- 10月1日再開 - 
  - ショウアップスポーツ（ニッポン放送、平日〔月 - 金曜〕17:30、土曜17:50、日曜17:30。DJ:日替わり〔ニッポン放送#アナウンサー参照〕）
  - 松本ひでお 情報発見 ココだけ）ニッポン放送、平日〔月 - 金曜〕18:00。DJ:五戸美樹）
- 10月2日再開
  - ザ・トップ5〜リターンズ（TBSラジオ、平日〔火 - 金曜〕 18:00）
  - Happy Soup（TBCラジオ 平日〔火 - 木曜〕21:00。DJ:〔火曜〕粟津ちひろ、〔水曜〕名久井麻利、〔木曜〕菊地舞美）[333]
  - 恋レンジャーのハートフルアタック☆Episode3（ラジオ大阪 V-STATION 1314、火曜 24:30）
- 10月3日再開 - 吉田寛のおいさんラジオこいたいけん（OBSラジオ、水曜 21:00）
- 10月6日再開 - 2013年3月30日
  - STVラジオ魂! (土曜17:15)
  - 復活!ダイリク!!ザ・ヒットパレード(STVラジオ、土曜日19:00。DJ：巻山晃)※『ハイ!ダイヤルリクエストです』復刻版
- 10月7日再開 - 12月30日、自由人生8020（HBCラジオ、日曜9:00。出演：鹿島千穂）8020シリーズ
- 10月7日再開 - 12月30日、愛知学院大学放送公開講座（東海ラジオ、日曜日11:00。出演：週替わり）[334]
- 10月7日再開 - シアター130（ABSラジオ、日曜16:35）
- 11月10日再開 - 2013年3月23日、電人★GA部ぅ〜（文化放送、土曜日19:00。DJ:明坂聡美、阪口大助、志倉千代丸）地上波のみ
- 12月1日再開 - 2013年3月24日、高田由香の好き!スキ!SKIなう!（ABSラジオ、土曜12:30）